# Edition Bachakademie
Die Edition Bachakademie ist eine Tonträgerreihe mit 172 Bänden mit dem Gesamtwerk Johann Sebastian Bachs, eingespielt unter der künstlerischen Leitung von Helmuth Rilling. Die Reihe erschien bei Hänssler Classic und wurde zum Bach-Jahr 2000 von der Internationalen Bachakademie Stuttgart herausgegeben.

## Hintergrund und Rezeption
Die Reihe stellt sich zusammen aus Zweitverwertungen der geistlichen Kantaten, die Helmuth Rilling bereits in den 1970er und 1980er Jahren in der Reihe Die Bach-Kantate veröffentlichte, und Neuaufnahmen des verbleibenden Bestandes an Vokal- und Instrumentalwerken aus dem Bach-Werke-Verzeichnis bis hin zu Fragmenten und alternativen Sätzen. Neben der Gächinger Kantorei Stuttgart und dem Orchester Bach-Collegium Stuttgart verpflichteten sich u. a. Sibylla Rubens, Ingeborg Danz, James Taylor, Marcus Ullmann und Hanno Müller-Brachmann für das Projekt.
Die Serie erhielt positive Resonanz in der Fachwelt und Presse, in Deutschland unter anderem vom Spiegel und Focus und gewann Musikpreise wie Grand Prix du Disque, ECHO Klassik und Cannes Classical Award. Ende 2009 erschien eine digitale Version der Edition als Digital Bach Edition in Form von mp3-Dateien, gebrauchsfertig auf einem iPod classic synchronisiert.

## Diskografie
| Volume | Titel                                                                                                   | BWV     | Jahr | Nummer      |
| Volume | Interpreten                                                                                             | BWV     | Jahr | Nummer      |
| ------ | --- | ------- | ---- | ----------- |
| 1      | Wie schön leuchtet der Morgenstern                                                                      | BWV 1   | 1999 | 092.001.000 |
| 1      | Gächinger Kantorei Stuttgart (Chor) • Bach-Collegium Stuttgart (Orchester) • Helmuth Rilling (Dirigent) | BWV 1   | 1999 | 092.001.000 |
| 1      | Ach Gott, vom Himmel sieh darein                                                                        | BWV 2   | 1999 | 092.001.000 |
| 1      | Gächinger Kantorei Stuttgart (Chor) • Bach-Collegium Stuttgart (Orchester) • Helmuth Rilling (Dirigent) | BWV 2   | 1999 | 092.001.000 |
| 1      | Ach Gott, wie manches Herzeleid                                                                         | BWV 3   | 1999 | 092.001.000 |
| 1      | Gächinger Kantorei Stuttgart (Chor) • Bach-Collegium Stuttgart (Orchester) • Helmuth Rilling (Dirigent) | BWV 3   | 1999 | 092.001.000 |
| 2      | Christ lag in Todesbanden                                                                               | BWV 4   | 1999 | 092.002.000 |
| 2      | Gächinger Kantorei Stuttgart (Chor) • Bach-Collegium Stuttgart (Orchester) • Helmuth Rilling (Dirigent) | BWV 4   | 1999 | 092.002.000 |
| 2      | Wo soll ich fliehen hin                                                                                 | BWV 5   | 1999 | 092.002.000 |
| 2      | Gächinger Kantorei Stuttgart (Chor) • Bach-Collegium Stuttgart (Orchester) • Helmuth Rilling (Dirigent) | BWV 5   | 1999 | 092.002.000 |
| 2      | Bleib bei uns                                                                                           | BWV 6   | 1999 | 092.002.000 |
| 2      | Gächinger Kantorei Stuttgart (Chor) • Bach-Collegium Stuttgart (Orchester) • Helmuth Rilling (Dirigent) | BWV 6   | 1999 | 092.002.000 |
| 3      | Christ unser Herr zum Jordan kam                                                                        | BWV 7   | 1999 | 092.003.000 |
| 3      | Gächinger Kantorei Stuttgart (Chor) • Bach-Collegium Stuttgart (Orchester) • Helmuth Rilling (Dirigent) | BWV 7   | 1999 | 092.003.000 |
| 3      | Liebster Gott, wann werd ich sterben                                                                    | BWV 8   | 1999 | 092.003.000 |
| 3      | Gächinger Kantorei Stuttgart (Chor) • Bach-Collegium Stuttgart (Orchester) • Helmuth Rilling (Dirigent) | BWV 8   | 1999 | 092.003.000 |
| 3      | Es ist das Heil uns kommen her                                                                          | BWV 9   | 1999 | 092.003.000 |
| 3      | Gächinger Kantorei Stuttgart (Chor) • Bach-Collegium Stuttgart (Orchester) • Helmuth Rilling (Dirigent) | BWV 9   | 1999 | 092.003.000 |
| 4      | Meine Seel erhebt den Herren                                                                            | BWV 10  | 1999 | 092.004.000 |
| 4      | Gächinger Kantorei Stuttgart (Chor) • Bach-Collegium Stuttgart (Orchester) • Helmuth Rilling (Dirigent) | BWV 10  | 1999 | 092.004.000 |
| 4      | Weinen, Klagen, Sorgen, Zagen                                                                           | BWV 12  | 1999 | 092.004.000 |
| 4      | Gächinger Kantorei Stuttgart (Chor) • Bach-Collegium Stuttgart (Orchester) • Helmuth Rilling (Dirigent) | BWV 12  | 1999 | 092.004.000 |
| 4      | Meine Seufzer, meine Tränen                                                                             | BWV 13  | 1999 | 092.004.000 |
| 4      | Gächinger Kantorei Stuttgart (Chor) • Bach-Collegium Stuttgart (Orchester) • Helmuth Rilling (Dirigent) | BWV 13  | 1999 | 092.004.000 |
| 5      | Wär Gott nicht mit uns diese Zeit                                                                       | BWV 14  | 1999 | 092.005.000 |
| 5      | Gächinger Kantorei Stuttgart (Chor) • Bach-Collegium Stuttgart (Orchester) • Helmuth Rilling (Dirigent) | BWV 14  | 1999 | 092.005.000 |
| 5      | Herr Gott, dich loben wir                                                                               | BWV 16  | 1999 | 092.005.000 |
| 5      | Gächinger Kantorei Stuttgart (Chor) • Bach-Collegium Stuttgart (Orchester) • Helmuth Rilling (Dirigent) | BWV 16  | 1999 | 092.005.000 |
| 5      | Wer Dank opfert, der preiset mich                                                                       | BWV 17  | 1999 | 092.005.000 |
| 5      | Gächinger Kantorei Stuttgart (Chor) • Bach-Collegium Stuttgart (Orchester) • Helmuth Rilling (Dirigent) | BWV 17  | 1999 | 092.005.000 |
| 5      | Gleichwie der Regen und Schnee vom Himmel fällt                                                         | BWV 18  | 1999 | 092.005.000 |
| 5      | Gächinger Kantorei Stuttgart (Chor) • Bach-Collegium Stuttgart (Orchester) • Helmuth Rilling (Dirigent) | BWV 18  | 1999 | 092.005.000 |
| 6      | Es erhub sich ein Streit                                                                                | BWV 19  | 1999 | 092.006.000 |
| 6      | Gächinger Kantorei Stuttgart (Chor) • Bach-Collegium Stuttgart (Orchester) • Helmuth Rilling (Dirigent) | BWV 19  | 1999 | 092.006.000 |
| 6      | O Ewigkeit, du Donnerwort                                                                               | BWV 20  | 1999 | 092.006.000 |
| 6      | Gächinger Kantorei Stuttgart (Chor) • Bach-Collegium Stuttgart (Orchester) • Helmuth Rilling (Dirigent) | BWV 20  | 1999 | 092.006.000 |
| 7      | Ich hatte viel Bekümmernis                                                                              | BWV 21  | 1999 | 092.007.000 |
| 7      | Gächinger Kantorei Stuttgart (Chor) • Bach-Collegium Stuttgart (Orchester) • Helmuth Rilling (Dirigent) | BWV 21  | 1999 | 092.007.000 |
| 7      | Jesus nahm zu sich die Zwölfe                                                                           | BWV 22  | 1999 | 092.007.000 |
| 7      | Gächinger Kantorei Stuttgart (Chor) • Bach-Collegium Stuttgart (Orchester) • Helmuth Rilling (Dirigent) | BWV 22  | 1999 | 092.007.000 |
| 8      | Du wahrer Gott und Davids Sohn                                                                          | BWV 23  | 1999 | 092.008.000 |
| 8      | Gächinger Kantorei Stuttgart (Chor) • Bach-Collegium Stuttgart (Orchester) • Helmuth Rilling (Dirigent) | BWV 23  | 1999 | 092.008.000 |
| 8      | Ein ungefärbt Gemüte                                                                                    | BWV 24  | 1999 | 092.008.000 |
| 8      | Gächinger Kantorei Stuttgart (Chor) • Bach-Collegium Stuttgart (Orchester) • Helmuth Rilling (Dirigent) | BWV 24  | 1999 | 092.008.000 |
| 8      | Es ist nichts Gesundes an meinem Leibe                                                                  | BWV 25  | 1999 | 092.008.000 |
| 8      | Gächinger Kantorei Stuttgart (Chor) • Bach-Collegium Stuttgart (Orchester) • Helmuth Rilling (Dirigent) | BWV 25  | 1999 | 092.008.000 |
| 8      | Ach wie flüchtig, ach wie nichtig                                                                       | BWV 26  | 1999 | 092.008.000 |
| 8      | Gächinger Kantorei Stuttgart (Chor) • Bach-Collegium Stuttgart (Orchester) • Helmuth Rilling (Dirigent) | BWV 26  | 1999 | 092.008.000 |
| 9      | Wer weiß, wie nahe mir mein Ende                                                                        | BWV 27  | 1999 | 092.009.000 |
| 9      | Gächinger Kantorei Stuttgart (Chor) • Bach-Collegium Stuttgart (Orchester) • Helmuth Rilling (Dirigent) | BWV 27  | 1999 | 092.009.000 |
| 9      | Gottlob! Nun geht das Jahr zu Ende                                                                      | BWV 28  | 1999 | 092.009.000 |
| 9      | Gächinger Kantorei Stuttgart (Chor) • Bach-Collegium Stuttgart (Orchester) • Helmuth Rilling (Dirigent) | BWV 28  | 1999 | 092.009.000 |
| 9      | Wir danken dir, Gott, wir danken dir                                                                    | BWV 29  | 1999 | 092.009.000 |
| 9      | Gächinger Kantorei Stuttgart (Chor) • Bach-Collegium Stuttgart (Orchester) • Helmuth Rilling (Dirigent) | BWV 29  | 1999 | 092.009.000 |
| 10     | Freue dich, erlöste Schar                                                                               | BWV 30  | 1999 | 092.010.000 |
| 10     | Gächinger Kantorei Stuttgart (Chor) • Bach-Collegium Stuttgart (Orchester) • Helmuth Rilling (Dirigent) | BWV 30  | 1999 | 092.010.000 |
| 10     | Der Himmel lacht! Die Erde jubilieret                                                                   | BWV 31  | 1999 | 092.010.000 |
| 10     | Gächinger Kantorei Stuttgart (Chor) • Bach-Collegium Stuttgart (Orchester) • Helmuth Rilling (Dirigent) | BWV 31  | 1999 | 092.010.000 |
| 11     | Liebster Jesu, mein Verlangen                                                                           | BWV 32  | 1999 | 092.011.000 |
| 11     | Gächinger Kantorei Stuttgart (Chor) • Bach-Collegium Stuttgart (Orchester) • Helmuth Rilling (Dirigent) | BWV 32  | 1999 | 092.011.000 |
| 11     | Allein zu dir, Herr Jesu Christ                                                                         | BWV 33  | 1999 | 092.011.000 |
| 11     | Gächinger Kantorei Stuttgart (Chor) • Bach-Collegium Stuttgart (Orchester) • Helmuth Rilling (Dirigent) | BWV 33  | 1999 | 092.011.000 |
| 11     | O ewiges Feuer, o Ursprung der Liebe                                                                    | BWV 34  | 1999 | 092.011.000 |
| 11     | Gächinger Kantorei Stuttgart (Chor) • Bach-Collegium Stuttgart (Orchester) • Helmuth Rilling (Dirigent) | BWV 34  | 1999 | 092.011.000 |
| 12     | Geist und Seele wird verwirret                                                                          | BWV 35  | 1999 | 092.012.000 |
| 12     | Gächinger Kantorei Stuttgart (Chor) • Bach-Collegium Stuttgart (Orchester) • Helmuth Rilling (Dirigent) | BWV 35  | 1999 | 092.012.000 |
| 12     | Schwingt freudig euch empor                                                                             | BWV 36  | 1999 | 092.012.000 |
| 12     | Gächinger Kantorei Stuttgart (Chor) • Bach-Collegium Stuttgart (Orchester) • Helmuth Rilling (Dirigent) | BWV 36  | 1999 | 092.012.000 |
| 12     | Wer da gläubet und getauft wird                                                                         | BWV 37  | 1999 | 092.012.000 |
| 12     | Gächinger Kantorei Stuttgart (Chor) • Bach-Collegium Stuttgart (Orchester) • Helmuth Rilling (Dirigent) | BWV 37  | 1999 | 092.012.000 |
| 13     | Aus tiefer Not schrei ich zu dir                                                                        | BWV 38  | 1999 | 092.013.000 |
| 13     | Gächinger Kantorei Stuttgart (Chor) • Bach-Collegium Stuttgart (Orchester) • Helmuth Rilling (Dirigent) | BWV 38  | 1999 | 092.013.000 |
| 13     | Brich dem Hungrigen dein Brot                                                                           | BWV 39  | 1999 | 092.013.000 |
| 13     | Gächinger Kantorei Stuttgart (Chor) • Bach-Collegium Stuttgart (Orchester) • Helmuth Rilling (Dirigent) | BWV 39  | 1999 | 092.013.000 |
| 13     | Dazu ist erschienen der Sohn Gottes                                                                     | BWV 40  | 1999 | 092.013.000 |
| 13     | Gächinger Kantorei Stuttgart (Chor) • Bach-Collegium Stuttgart (Orchester) • Helmuth Rilling (Dirigent) | BWV 40  | 1999 | 092.013.000 |
| 14     | Jesu, nun sei gepreiset                                                                                 | BWV 41  | 1999 | 092.014.000 |
| 14     | Gächinger Kantorei Stuttgart (Chor) • Bach-Collegium Stuttgart (Orchester) • Helmuth Rilling (Dirigent) | BWV 41  | 1999 | 092.014.000 |
| 14     | Am Abend aber desselbigen Sabbats                                                                       | BWV 42  | 1999 | 092.014.000 |
| 14     | Gächinger Kantorei Stuttgart (Chor) • Bach-Collegium Stuttgart (Orchester) • Helmuth Rilling (Dirigent) | BWV 42  | 1999 | 092.014.000 |
| 15     | Gott fähret auf mit Jauchzen                                                                            | BWV 43  | 1999 | 092.015.000 |
| 15     | Gächinger Kantorei Stuttgart (Chor) • Bach-Collegium Stuttgart (Orchester) • Helmuth Rilling (Dirigent) | BWV 43  | 1999 | 092.015.000 |
| 15     | Sie werden euch in den Bann tun                                                                         | BWV 44  | 1999 | 092.015.000 |
| 15     | Gächinger Kantorei Stuttgart (Chor) • Bach-Collegium Stuttgart (Orchester) • Helmuth Rilling (Dirigent) | BWV 44  | 1999 | 092.015.000 |
| 15     | Es ist dir gesagt, Mensch, was gut ist                                                                  | BWV 45  | 1999 | 092.015.000 |
| 15     | Gächinger Kantorei Stuttgart (Chor) • Bach-Collegium Stuttgart (Orchester) • Helmuth Rilling (Dirigent) | BWV 45  | 1999 | 092.015.000 |
| 16     | Schauet doch und sehet, ob irgendein Schmerz sei                                                        | BWV 46  | 1999 | 092.016.000 |
| 16     | Gächinger Kantorei Stuttgart (Chor) • Bach-Collegium Stuttgart (Orchester) • Helmuth Rilling (Dirigent) | BWV 46  | 1999 | 092.016.000 |
| 16     | Wer sich selbst erhöhet, der soll erniedriget werden                                                    | BWV 47  | 1999 | 092.016.000 |
| 16     | Gächinger Kantorei Stuttgart (Chor) • Bach-Collegium Stuttgart (Orchester) • Helmuth Rilling (Dirigent) | BWV 47  | 1999 | 092.016.000 |
| 16     | Ich elender Mensch, wer wird mich erlösen                                                               | BWV 48  | 1999 | 092.016.000 |
| 16     | Gächinger Kantorei Stuttgart (Chor) • Bach-Collegium Stuttgart (Orchester) • Helmuth Rilling (Dirigent) | BWV 48  | 1999 | 092.016.000 |
| 17     | Ich geh und suche mit Verlangen                                                                         | BWV 49  | 1999 | 092.017.000 |
| 17     | Gächinger Kantorei Stuttgart (Chor) • Bach-Collegium Stuttgart (Orchester) • Helmuth Rilling (Dirigent) | BWV 49  | 1999 | 092.017.000 |
| 17     | Nun ist das Heil und die Kraft                                                                          | BWV 50  | 1999 | 092.017.000 |
| 17     | Gächinger Kantorei Stuttgart (Chor) • Bach-Collegium Stuttgart (Orchester) • Helmuth Rilling (Dirigent) | BWV 50  | 1999 | 092.017.000 |
| 17     | Jauchzet Gott in allen Landen                                                                           | BWV 51  | 1999 | 092.017.000 |
| 17     | Gächinger Kantorei Stuttgart (Chor) • Bach-Collegium Stuttgart (Orchester) • Helmuth Rilling (Dirigent) | BWV 51  | 1999 | 092.017.000 |
| 17     | Falsche Welt, dir trau ich nicht                                                                        | BWV 52  | 1999 | 092.017.000 |
| 17     | Gächinger Kantorei Stuttgart (Chor) • Bach-Collegium Stuttgart (Orchester) • Helmuth Rilling (Dirigent) | BWV 52  | 1999 | 092.017.000 |
| 18     | Widerstehe doch der Sünde                                                                               | BWV 54  | 1999 | 092.018.000 |
| 18     | Gächinger Kantorei Stuttgart (Chor) • Bach-Collegium Stuttgart (Orchester) • Helmuth Rilling (Dirigent) | BWV 54  | 1999 | 092.018.000 |
| 18     | Ich armer Mensch, ich Sündenknecht                                                                      | BWV 55  | 1999 | 092.018.000 |
| 18     | Gächinger Kantorei Stuttgart (Chor) • Bach-Collegium Stuttgart (Orchester) • Helmuth Rilling (Dirigent) | BWV 55  | 1999 | 092.018.000 |
| 18     | Ich will den Kreuzstab gerne tragen                                                                     | BWV 56  | 1999 | 092.018.000 |
| 18     | Gächinger Kantorei Stuttgart (Chor) • Bach-Collegium Stuttgart (Orchester) • Helmuth Rilling (Dirigent) | BWV 56  | 1999 | 092.018.000 |
| 18     | Selig ist der Mann                                                                                      | BWV 57  | 1999 | 092.018.000 |
| 18     | Gächinger Kantorei Stuttgart (Chor) • Bach-Collegium Stuttgart (Orchester) • Helmuth Rilling (Dirigent) | BWV 57  | 1999 | 092.018.000 |
| 19     | Ach Gott, wie manches Herzeleid                                                                         | BWV 58  | 1999 | 092.019.000 |
| 19     | Gächinger Kantorei Stuttgart (Chor) • Bach-Collegium Stuttgart (Orchester) • Helmuth Rilling (Dirigent) | BWV 58  | 1999 | 092.019.000 |
| 19     | Wer mich liebet, der wird mein Wort halten                                                              | BWV 59  | 1999 | 092.019.000 |
| 19     | Gächinger Kantorei Stuttgart (Chor) • Bach-Collegium Stuttgart (Orchester) • Helmuth Rilling (Dirigent) | BWV 59  | 1999 | 092.019.000 |
| 19     | O Ewigkeit, du Donnerwort                                                                               | BWV 60  | 1999 | 092.019.000 |
| 19     | Gächinger Kantorei Stuttgart (Chor) • Bach-Collegium Stuttgart (Orchester) • Helmuth Rilling (Dirigent) | BWV 60  | 1999 | 092.019.000 |
| 19     | Nun komm, der Heiden Heiland                                                                            | BWV 61  | 1999 | 092.019.000 |
| 19     | Gächinger Kantorei Stuttgart (Chor) • Bach-Collegium Stuttgart (Orchester) • Helmuth Rilling (Dirigent) | BWV 61  | 1999 | 092.019.000 |
| 20     | Nun komm, der Heiden Heiland                                                                            | BWV 62  | 1999 | 092.020.000 |
| 20     | Gächinger Kantorei Stuttgart (Chor) • Bach-Collegium Stuttgart (Orchester) • Helmuth Rilling (Dirigent) | BWV 62  | 1999 | 092.020.000 |
| 20     | Christen, ätzet diesen Tag                                                                              | BWV 63  | 1999 | 092.020.000 |
| 20     | Gächinger Kantorei Stuttgart (Chor) • Bach-Collegium Stuttgart (Orchester) • Helmuth Rilling (Dirigent) | BWV 63  | 1999 | 092.020.000 |
| 20     | Sehet, welch eine Liebe hat uns der Vater erzeiget                                                      | BWV 64  | 1999 | 092.020.000 |
| 20     | Gächinger Kantorei Stuttgart (Chor) • Bach-Collegium Stuttgart (Orchester) • Helmuth Rilling (Dirigent) | BWV 64  | 1999 | 092.020.000 |
| 21     | Sie werden aus Saba alle kommen                                                                         | BWV 65  | 1999 | 092.021.000 |
| 21     | Gächinger Kantorei Stuttgart (Chor) • Bach-Collegium Stuttgart (Orchester) • Helmuth Rilling (Dirigent) | BWV 65  | 1999 | 092.021.000 |
| 21     | Erfreut euch, ihr Herzen                                                                                | BWV 66  | 1999 | 092.021.000 |
| 21     | Gächinger Kantorei Stuttgart (Chor) • Bach-Collegium Stuttgart (Orchester) • Helmuth Rilling (Dirigent) | BWV 66  | 1999 | 092.021.000 |
| 21     | Halt im Gedächtnis Jesum Christ                                                                         | BWV 67  | 1999 | 092.021.000 |
| 21     | Gächinger Kantorei Stuttgart (Chor) • Bach-Collegium Stuttgart (Orchester) • Helmuth Rilling (Dirigent) | BWV 67  | 1999 | 092.021.000 |
| 22     | Also hat Gott die Welt geliebt                                                                          | BWV 68  | 1999 | 092.022.000 |
| 22     | Gächinger Kantorei Stuttgart (Chor) • Bach-Collegium Stuttgart (Orchester) • Helmuth Rilling (Dirigent) | BWV 68  | 1999 | 092.022.000 |
| 22     | Lobe den Herrn, meine Seele                                                                             | BWV 69  | 1999 | 092.022.000 |
| 22     | Gächinger Kantorei Stuttgart (Chor) • Bach-Collegium Stuttgart (Orchester) • Helmuth Rilling (Dirigent) | BWV 69  | 1999 | 092.022.000 |
| 22     | Wachet! Betet! Betet! Wachet!                                                                           | BWV 70  | 1999 | 092.022.000 |
| 22     | Gächinger Kantorei Stuttgart (Chor) • Bach-Collegium Stuttgart (Orchester) • Helmuth Rilling (Dirigent) | BWV 70  | 1999 | 092.022.000 |
| 23     | Gott ist mein König                                                                                     | BWV 71  | 1999 | 092.023.000 |
| 23     | Gächinger Kantorei Stuttgart (Chor) • Bach-Collegium Stuttgart (Orchester) • Helmuth Rilling (Dirigent) | BWV 71  | 1999 | 092.023.000 |
| 23     | Alles nur nach Gottes Willen                                                                            | BWV 72  | 1999 | 092.023.000 |
| 23     | Gächinger Kantorei Stuttgart (Chor) • Bach-Collegium Stuttgart (Orchester) • Helmuth Rilling (Dirigent) | BWV 72  | 1999 | 092.023.000 |
| 23     | Herr, wie du willt, so schicks mit mir                                                                  | BWV 73  | 1999 | 092.023.000 |
| 23     | Gächinger Kantorei Stuttgart (Chor) • Bach-Collegium Stuttgart (Orchester) • Helmuth Rilling (Dirigent) | BWV 73  | 1999 | 092.023.000 |
| 23     | Wer mich liebet, der wird mein Wort halten                                                              | BWV 74  | 1999 | 092.023.000 |
| 23     | Gächinger Kantorei Stuttgart (Chor) • Bach-Collegium Stuttgart (Orchester) • Helmuth Rilling (Dirigent) | BWV 74  | 1999 | 092.023.000 |
| 24     | Die Elenden sollen essen                                                                                | BWV 75  | 1999 | 092.024.000 |
| 24     | Gächinger Kantorei Stuttgart (Chor) • Bach-Collegium Stuttgart (Orchester) • Helmuth Rilling (Dirigent) | BWV 75  | 1999 | 092.024.000 |
| 24     | Die Himmel erzählen die Ehre Gottes                                                                     | BWV 76  | 1999 | 092.024.000 |
| 24     | Gächinger Kantorei Stuttgart (Chor) • Bach-Collegium Stuttgart (Orchester) • Helmuth Rilling (Dirigent) | BWV 76  | 1999 | 092.024.000 |
| 25     | Du sollt Gott, deinen Herren, lieben                                                                    | BWV 77  | 1999 | 092.025.000 |
| 25     | Gächinger Kantorei Stuttgart (Chor) • Bach-Collegium Stuttgart (Orchester) • Helmuth Rilling (Dirigent) | BWV 77  | 1999 | 092.025.000 |
| 25     | Jesu, der du meine Seele                                                                                | BWV 78  | 1999 | 092.025.000 |
| 25     | Gächinger Kantorei Stuttgart (Chor) • Bach-Collegium Stuttgart (Orchester) • Helmuth Rilling (Dirigent) | BWV 78  | 1999 | 092.025.000 |
| 25     | Gott der Herr ist Sonn und Schild                                                                       | BWV 79  | 1999 | 092.025.000 |
| 25     | Gächinger Kantorei Stuttgart (Chor) • Bach-Collegium Stuttgart (Orchester) • Helmuth Rilling (Dirigent) | BWV 79  | 1999 | 092.025.000 |
| 26     | Ein feste Burg ist unser Gott                                                                           | BWV 80  | 1999 | 092.026.000 |
| 26     | Gächinger Kantorei Stuttgart (Chor) • Bach-Collegium Stuttgart (Orchester) • Helmuth Rilling (Dirigent) | BWV 80  | 1999 | 092.026.000 |
| 26     | Jesus schläft, was soll ich hoffen?                                                                     | BWV 81  | 1999 | 092.026.000 |
| 26     | Gächinger Kantorei Stuttgart (Chor) • Bach-Collegium Stuttgart (Orchester) • Helmuth Rilling (Dirigent) | BWV 81  | 1999 | 092.026.000 |
| 26     | Ich habe genung                                                                                         | BWV 82  | 1999 | 092.026.000 |
| 26     | Gächinger Kantorei Stuttgart (Chor) • Bach-Collegium Stuttgart (Orchester) • Helmuth Rilling (Dirigent) | BWV 82  | 1999 | 092.026.000 |
| 27     | Erfreute Zeit im neuen Bunde                                                                            | BWV 83  | 1999 | 092.027.000 |
| 27     | Gächinger Kantorei Stuttgart (Chor) • Bach-Collegium Stuttgart (Orchester) • Helmuth Rilling (Dirigent) | BWV 83  | 1999 | 092.027.000 |
| 27     | Ich bin vergnügt mit meinem Glücke                                                                      | BWV 84  | 1999 | 092.027.000 |
| 27     | Gächinger Kantorei Stuttgart (Chor) • Bach-Collegium Stuttgart (Orchester) • Helmuth Rilling (Dirigent) | BWV 84  | 1999 | 092.027.000 |
| 27     | Ich bin ein guter Hirt                                                                                  | BWV 85  | 1999 | 092.027.000 |
| 27     | Gächinger Kantorei Stuttgart (Chor) • Bach-Collegium Stuttgart (Orchester) • Helmuth Rilling (Dirigent) | BWV 85  | 1999 | 092.027.000 |
| 27     | Wahrlich, wahrlich ich sage euch                                                                        | BWV 86  | 1999 | 092.027.000 |
| 27     | Gächinger Kantorei Stuttgart (Chor) • Bach-Collegium Stuttgart (Orchester) • Helmuth Rilling (Dirigent) | BWV 86  | 1999 | 092.027.000 |
| 28     | Bisher habt ihr nichts gebeten in meinem Namen                                                          | BWV 87  | 1999 | 092.028.000 |
| 28     | Gächinger Kantorei Stuttgart (Chor) • Bach-Collegium Stuttgart (Orchester) • Helmuth Rilling (Dirigent) | BWV 87  | 1999 | 092.028.000 |
| 28     | Siehe, ich will viel Fischer aussenden                                                                  | BWV 88  | 1999 | 092.028.000 |
| 28     | Gächinger Kantorei Stuttgart (Chor) • Bach-Collegium Stuttgart (Orchester) • Helmuth Rilling (Dirigent) | BWV 88  | 1999 | 092.028.000 |
| 28     | Was soll ich aus dir machen, Ephraim?                                                                   | BWV 89  | 1999 | 092.028.000 |
| 28     | Gächinger Kantorei Stuttgart (Chor) • Bach-Collegium Stuttgart (Orchester) • Helmuth Rilling (Dirigent) | BWV 89  | 1999 | 092.028.000 |
| 28     | Es reißet euch ein schrecklich Ende                                                                     | BWV 90  | 1999 | 092.028.000 |
| 28     | Gächinger Kantorei Stuttgart (Chor) • Bach-Collegium Stuttgart (Orchester) • Helmuth Rilling (Dirigent) | BWV 90  | 1999 | 092.028.000 |
| 29     | Gelobet seist su, Jesu Christ                                                                           | BWV 91  | 1999 | 092.029.000 |
| 29     | Gächinger Kantorei Stuttgart (Chor) • Bach-Collegium Stuttgart (Orchester) • Helmuth Rilling (Dirigent) | BWV 91  | 1999 | 092.029.000 |
| 29     | Ich hab in Gottes Herz und Sinn                                                                         | BWV 92  | 1999 | 092.029.000 |
| 29     | Gächinger Kantorei Stuttgart (Chor) • Bach-Collegium Stuttgart (Orchester) • Helmuth Rilling (Dirigent) | BWV 92  | 1999 | 092.029.000 |
| 29     | Wer nur den lieben Gott lässt walten                                                                    | BWV 93  | 1999 | 092.029.000 |
| 29     | Gächinger Kantorei Stuttgart (Chor) • Bach-Collegium Stuttgart (Orchester) • Helmuth Rilling (Dirigent) | BWV 93  | 1999 | 092.029.000 |
| 30     | Was frag ich nach der Welt                                                                              | BWV 94  | 1999 | 092.030.000 |
| 30     | Gächinger Kantorei Stuttgart (Chor) • Bach-Collegium Stuttgart (Orchester) • Helmuth Rilling (Dirigent) | BWV 94  | 1999 | 092.030.000 |
| 30     | Christus, der ist mein Leben                                                                            | BWV 95  | 1999 | 092.030.000 |
| 30     | Gächinger Kantorei Stuttgart (Chor) • Bach-Collegium Stuttgart (Orchester) • Helmuth Rilling (Dirigent) | BWV 95  | 1999 | 092.030.000 |
| 30     | Herr Christ, der einge Gottessohn                                                                       | BWV 96  | 1999 | 092.030.000 |
| 30     | Gächinger Kantorei Stuttgart (Chor) • Bach-Collegium Stuttgart (Orchester) • Helmuth Rilling (Dirigent) | BWV 96  | 1999 | 092.030.000 |
| 31     | In allen meinen Tagen                                                                                   | BWV 97  | 1999 | 092.031.000 |
| 31     | Gächinger Kantorei Stuttgart (Chor) • Bach-Collegium Stuttgart (Orchester) • Helmuth Rilling (Dirigent) | BWV 97  | 1999 | 092.031.000 |
| 31     | Was Gott tut, das ist wohlgetan (BWV 98)                                                                | BWV 98  | 1999 | 092.031.000 |
| 31     | Gächinger Kantorei Stuttgart (Chor) • Bach-Collegium Stuttgart (Orchester) • Helmuth Rilling (Dirigent) | BWV 98  | 1999 | 092.031.000 |
| 31     | Was Gott tut, das ist wohlgetan (BWV 99)                                                                | BWV 99  | 1999 | 092.031.000 |
| 31     | Gächinger Kantorei Stuttgart (Chor) • Bach-Collegium Stuttgart (Orchester) • Helmuth Rilling (Dirigent) | BWV 99  | 1999 | 092.031.000 |
| 32     | Was Gott tut, das ist wohlgetan (BWV 100)                                                               | BWV 100 | 1999 | 092.032.000 |
| 32     | Gächinger Kantorei Stuttgart (Chor) • Bach-Collegium Stuttgart (Orchester) • Helmuth Rilling (Dirigent) | BWV 100 | 1999 | 092.032.000 |
| 32     | Nimm von uns, Herr, du treuer Gott                                                                      | BWV 101 | 1999 | 092.032.000 |
| 32     | Gächinger Kantorei Stuttgart (Chor) • Bach-Collegium Stuttgart (Orchester) • Helmuth Rilling (Dirigent) | BWV 101 | 1999 | 092.032.000 |
| 32     | Herr, deine Augen sehen nach dem Glauben                                                                | BWV 102 | 1999 | 092.032.000 |
| 32     | Gächinger Kantorei Stuttgart (Chor) • Bach-Collegium Stuttgart (Orchester) • Helmuth Rilling (Dirigent) | BWV 102 | 1999 | 092.032.000 |
| 33     | Ihr werdet weinen und heulen                                                                            | BWV 103 | 1999 | 092.033.000 |
| 33     | Gächinger Kantorei Stuttgart (Chor) • Bach-Collegium Stuttgart (Orchester) • Helmuth Rilling (Dirigent) | BWV 103 | 1999 | 092.033.000 |
| 33     | Du Hirte Israel, höre                                                                                   | BWV 104 | 1999 | 092.033.000 |
| 33     | Gächinger Kantorei Stuttgart (Chor) • Bach-Collegium Stuttgart (Orchester) • Helmuth Rilling (Dirigent) | BWV 104 | 1999 | 092.033.000 |
| 33     | Herr, gehe nicht ins Gericht                                                                            | BWV 105 | 1999 | 092.033.000 |
| 33     | Gächinger Kantorei Stuttgart (Chor) • Bach-Collegium Stuttgart (Orchester) • Helmuth Rilling (Dirigent) | BWV 105 | 1999 | 092.033.000 |
| 34     | Gottes Zeit ist die allerbeste Zeit (Actus tragicus)                                                    | BWV 106 | 1999 | 092.034.000 |
| 34     | Gächinger Kantorei Stuttgart (Chor) • Bach-Collegium Stuttgart (Orchester) • Helmuth Rilling (Dirigent) | BWV 106 | 1999 | 092.034.000 |
| 34     | Was willst du dich betrüben                                                                             | BWV 107 | 1999 | 092.034.000 |
| 34     | Gächinger Kantorei Stuttgart (Chor) • Bach-Collegium Stuttgart (Orchester) • Helmuth Rilling (Dirigent) | BWV 107 | 1999 | 092.034.000 |
| 34     | Es ist euch gut, daß ich hingehe                                                                        | BWV 108 | 1999 | 092.034.000 |
| 34     | Gächinger Kantorei Stuttgart (Chor) • Bach-Collegium Stuttgart (Orchester) • Helmuth Rilling (Dirigent) | BWV 108 | 1999 | 092.034.000 |
| 35     | Ich glaube, lieber Herr, hilf meinem Unglauben                                                          | BWV 109 | 1999 | 092.035.000 |
| 35     | Gächinger Kantorei Stuttgart (Chor) • Bach-Collegium Stuttgart (Orchester) • Helmuth Rilling (Dirigent) | BWV 109 | 1999 | 092.035.000 |
| 35     | Unser Mund sei voll Lachens                                                                             | BWV 110 | 1999 | 092.035.000 |
| 35     | Gächinger Kantorei Stuttgart (Chor) • Bach-Collegium Stuttgart (Orchester) • Helmuth Rilling (Dirigent) | BWV 110 | 1999 | 092.035.000 |
| 35     | Was mein Gott will, das gscheh allzeit                                                                  | BWV 111 | 1999 | 092.035.000 |
| 35     | Gächinger Kantorei Stuttgart (Chor) • Bach-Collegium Stuttgart (Orchester) • Helmuth Rilling (Dirigent) | BWV 111 | 1999 | 092.035.000 |
| 36     | Der Herr ist mein getreuer Hirt                                                                         | BWV 112 | 1999 | 092.036.000 |
| 36     | Gächinger Kantorei Stuttgart (Chor) • Bach-Collegium Stuttgart (Orchester) • Helmuth Rilling (Dirigent) | BWV 112 | 1999 | 092.036.000 |
| 36     | Herr Jesu Christ, du höchstes Gut                                                                       | BWV 113 | 1999 | 092.036.000 |
| 36     | Gächinger Kantorei Stuttgart (Chor) • Bach-Collegium Stuttgart (Orchester) • Helmuth Rilling (Dirigent) | BWV 113 | 1999 | 092.036.000 |
| 36     | Ach, lieben Christen, seid getrost                                                                      | BWV 114 | 1999 | 092.036.000 |
| 36     | Gächinger Kantorei Stuttgart (Chor) • Bach-Collegium Stuttgart (Orchester) • Helmuth Rilling (Dirigent) | BWV 114 | 1999 | 092.036.000 |
| 37     | Mache dich, mein Geist, bereit                                                                          | BWV 115 | 1999 | 092.037.000 |
| 37     | Gächinger Kantorei Stuttgart (Chor) • Bach-Collegium Stuttgart (Orchester) • Helmuth Rilling (Dirigent) | BWV 115 | 1999 | 092.037.000 |
| 37     | Du Friedefürst, Herr Jesu Christ                                                                        | BWV 116 | 1999 | 092.037.000 |
| 37     | Gächinger Kantorei Stuttgart (Chor) • Bach-Collegium Stuttgart (Orchester) • Helmuth Rilling (Dirigent) | BWV 116 | 1999 | 092.037.000 |
| 37     | Sei Lob und Ehr dem höchsten Gut                                                                        | BWV 117 | 1999 | 092.037.000 |
| 37     | Gächinger Kantorei Stuttgart (Chor) • Bach-Collegium Stuttgart (Orchester) • Helmuth Rilling (Dirigent) | BWV 117 | 1999 | 092.037.000 |
| 38     | Preise, Jerusalem, den Herrn                                                                            | BWV 119 | 1999 | 092.038.000 |
| 38     | Gächinger Kantorei Stuttgart (Chor) • Bach-Collegium Stuttgart (Orchester) • Helmuth Rilling (Dirigent) | BWV 119 | 1999 | 092.038.000 |
| 38     | Gott, man lobet dich in der Stille                                                                      | BWV 120 | 1999 | 092.038.000 |
| 38     | Gächinger Kantorei Stuttgart (Chor) • Bach-Collegium Stuttgart (Orchester) • Helmuth Rilling (Dirigent) | BWV 120 | 1999 | 092.038.000 |
| 38     | Christum wir sollen loben schon                                                                         | BWV 121 | 1999 | 092.038.000 |
| 38     | Gächinger Kantorei Stuttgart (Chor) • Bach-Collegium Stuttgart (Orchester) • Helmuth Rilling (Dirigent) | BWV 121 | 1999 | 092.038.000 |
| 39     | Das neugeborne Kindelein                                                                                | BWV 122 | 1999 | 092.039.000 |
| 39     | Gächinger Kantorei Stuttgart (Chor) • Bach-Collegium Stuttgart (Orchester) • Helmuth Rilling (Dirigent) | BWV 122 | 1999 | 092.039.000 |
| 39     | Liebster Immanuel, Herzog der Frommen                                                                   | BWV 123 | 1999 | 092.039.000 |
| 39     | Gächinger Kantorei Stuttgart (Chor) • Bach-Collegium Stuttgart (Orchester) • Helmuth Rilling (Dirigent) | BWV 123 | 1999 | 092.039.000 |
| 39     | Meinen Jesum laß ich nicht                                                                              | BWV 124 | 1999 | 092.039.000 |
| 39     | Gächinger Kantorei Stuttgart (Chor) • Bach-Collegium Stuttgart (Orchester) • Helmuth Rilling (Dirigent) | BWV 124 | 1999 | 092.039.000 |
| 39     | Mit Fried und Freud ich fahr dahin                                                                      | BWV 125 | 1999 | 092.039.000 |
| 39     | Gächinger Kantorei Stuttgart (Chor) • Bach-Collegium Stuttgart (Orchester) • Helmuth Rilling (Dirigent) | BWV 125 | 1999 | 092.039.000 |
| 40     | Erhalt uns, Herr, bei deinem Wort                                                                       | BWV 126 | 1999 | 092.040.000 |
| 40     | Gächinger Kantorei Stuttgart (Chor) • Bach-Collegium Stuttgart (Orchester) • Helmuth Rilling (Dirigent) | BWV 126 | 1999 | 092.040.000 |
| 40     | Herr Jesu Christ, wahr’ Mensch und Gott                                                                 | BWV 127 | 1999 | 092.040.000 |
| 40     | Gächinger Kantorei Stuttgart (Chor) • Bach-Collegium Stuttgart (Orchester) • Helmuth Rilling (Dirigent) | BWV 127 | 1999 | 092.040.000 |
| 40     | Auf Christi Himmelfahrt allein                                                                          | BWV 128 | 1999 | 092.040.000 |
| 40     | Gächinger Kantorei Stuttgart (Chor) • Bach-Collegium Stuttgart (Orchester) • Helmuth Rilling (Dirigent) | BWV 128 | 1999 | 092.040.000 |
| 40     | Gelobet sei der Herr, mein Gott                                                                         | BWV 129 | 1999 | 092.040.000 |
| 40     | Gächinger Kantorei Stuttgart (Chor) • Bach-Collegium Stuttgart (Orchester) • Helmuth Rilling (Dirigent) | BWV 129 | 1999 | 092.040.000 |
| 41     | Herr Gott, dich loben alle wir                                                                          | BWV 130 | 1999 | 092.041.000 |
| 41     | Gächinger Kantorei Stuttgart (Chor) • Bach-Collegium Stuttgart (Orchester) • Helmuth Rilling (Dirigent) | BWV 130 | 1999 | 092.041.000 |
| 41     | Aus der Tiefen rufe ich, Herr, zu dir                                                                   | BWV 131 | 1999 | 092.041.000 |
| 41     | Gächinger Kantorei Stuttgart (Chor) • Bach-Collegium Stuttgart (Orchester) • Helmuth Rilling (Dirigent) | BWV 131 | 1999 | 092.041.000 |
| 41     | Bereitet die Wege, bereitet die Bahn                                                                    | BWV 132 | 1999 | 092.041.000 |
| 41     | Gächinger Kantorei Stuttgart (Chor) • Bach-Collegium Stuttgart (Orchester) • Helmuth Rilling (Dirigent) | BWV 132 | 1999 | 092.041.000 |
| 42     | Ich freue mich in dir                                                                                   | BWV 133 | 1999 | 092.042.000 |
| 42     | Gächinger Kantorei Stuttgart (Chor) • Bach-Collegium Stuttgart (Orchester) • Helmuth Rilling (Dirigent) | BWV 133 | 1999 | 092.042.000 |
| 42     | Ein Herz, das seinen Jesum lebend weiß                                                                  | BWV 134 | 1999 | 092.042.000 |
| 42     | Gächinger Kantorei Stuttgart (Chor) • Bach-Collegium Stuttgart (Orchester) • Helmuth Rilling (Dirigent) | BWV 134 | 1999 | 092.042.000 |
| 42     | Ach Herr, mich armen Sünder                                                                             | BWV 135 | 1999 | 092.042.000 |
| 42     | Gächinger Kantorei Stuttgart (Chor) • Bach-Collegium Stuttgart (Orchester) • Helmuth Rilling (Dirigent) | BWV 135 | 1999 | 092.042.000 |
| 43     | Erforsche mich, Gott, und erfahre mein Herz                                                             | BWV 136 | 1999 | 092.043.000 |
| 43     | Gächinger Kantorei Stuttgart (Chor) • Bach-Collegium Stuttgart (Orchester) • Helmuth Rilling (Dirigent) | BWV 136 | 1999 | 092.043.000 |
| 43     | Lobe den Herren, den mächtigen König der Ehren                                                          | BWV 137 | 1999 | 092.043.000 |
| 43     | Gächinger Kantorei Stuttgart (Chor) • Bach-Collegium Stuttgart (Orchester) • Helmuth Rilling (Dirigent) | BWV 137 | 1999 | 092.043.000 |
| 43     | Warum betrübst du dich, mein Herz                                                                       | BWV 138 | 1999 | 092.043.000 |
| 43     | Gächinger Kantorei Stuttgart (Chor) • Bach-Collegium Stuttgart (Orchester) • Helmuth Rilling (Dirigent) | BWV 138 | 1999 | 092.043.000 |
| 43     | Wohl dem, der sich auf seinen Gott                                                                      | BWV 139 | 1999 | 092.043.000 |
| 43     | Gächinger Kantorei Stuttgart (Chor) • Bach-Collegium Stuttgart (Orchester) • Helmuth Rilling (Dirigent) | BWV 139 | 1999 | 092.043.000 |
| 44     | Wachet auf, ruft uns die Stimme                                                                         | BWV 140 | 2000 | 092.044.000 |
| 44     | Gächinger Kantorei Stuttgart (Chor) • Bach-Collegium Stuttgart (Orchester) • Helmuth Rilling (Dirigent) | BWV 140 | 2000 | 092.044.000 |
| 44     | Lobe den Herrn, meine Seele                                                                             | BWV 143 | 2000 | 092.044.000 |
| 44     | Gächinger Kantorei Stuttgart (Chor) • Bach-Collegium Stuttgart (Orchester) • Helmuth Rilling (Dirigent) | BWV 143 | 2000 | 092.044.000 |
| 44     | Nimm, was dein ist, und gehe hin                                                                        | BWV 144 | 2000 | 092.044.000 |
| 44     | Gächinger Kantorei Stuttgart (Chor) • Bach-Collegium Stuttgart (Orchester) • Helmuth Rilling (Dirigent) | BWV 144 | 2000 | 092.044.000 |
| 44     | Ich lebe, mein Herze, zu deinem Ergötzen                                                                | BWV 145 | 2000 | 092.044.000 |
| 44     | Gächinger Kantorei Stuttgart (Chor) • Bach-Collegium Stuttgart (Orchester) • Helmuth Rilling (Dirigent) | BWV 145 | 2000 | 092.044.000 |
| 45     | Wir müssen durch viel Trübsal                                                                           | BWV 146 | 2000 | 092.045.000 |
| 45     | Gächinger Kantorei Stuttgart (Chor) • Bach-Collegium Stuttgart (Orchester) • Helmuth Rilling (Dirigent) | BWV 146 | 2000 | 092.045.000 |
| 45     | Herz und Mund und Tat und Leben                                                                         | BWV 147 | 2000 | 092.045.000 |
| 45     | Gächinger Kantorei Stuttgart (Chor) • Bach-Collegium Stuttgart (Orchester) • Helmuth Rilling (Dirigent) | BWV 147 | 2000 | 092.045.000 |
| 46     | Bringet dem Herrn Ehre seine Namens                                                                     | BWV 148 | 2000 | 092.046.000 |
| 46     | Gächinger Kantorei Stuttgart (Chor) • Bach-Collegium Stuttgart (Orchester) • Helmuth Rilling (Dirigent) | BWV 148 | 2000 | 092.046.000 |
| 46     | Man singet mit Freuden vom Sieg                                                                         | BWV 149 | 2000 | 092.046.000 |
| 46     | Gächinger Kantorei Stuttgart (Chor) • Bach-Collegium Stuttgart (Orchester) • Helmuth Rilling (Dirigent) | BWV 149 | 2000 | 092.046.000 |
| 46     | Nach dir, Herr, verlanget mich                                                                          | BWV 150 | 2000 | 092.046.000 |
| 46     | Gächinger Kantorei Stuttgart (Chor) • Bach-Collegium Stuttgart (Orchester) • Helmuth Rilling (Dirigent) | BWV 150 | 2000 | 092.046.000 |
| 46     | Süßer Trost, mein Jesus kömmt                                                                           | BWV 151 | 2000 | 092.046.000 |
| 46     | Gächinger Kantorei Stuttgart (Chor) • Bach-Collegium Stuttgart (Orchester) • Helmuth Rilling (Dirigent) | BWV 151 | 2000 | 092.046.000 |
| 47     | Tritt auf die Glaubensbahn                                                                              | BWV 152 | 2000 | 092.047.000 |
| 47     | Gächinger Kantorei Stuttgart (Chor) • Bach-Collegium Stuttgart (Orchester) • Helmuth Rilling (Dirigent) | BWV 152 | 2000 | 092.047.000 |
| 47     | Schau, lieber Gott, wie meine Feind                                                                     | BWV 153 | 2000 | 092.047.000 |
| 47     | Gächinger Kantorei Stuttgart (Chor) • Bach-Collegium Stuttgart (Orchester) • Helmuth Rilling (Dirigent) | BWV 153 | 2000 | 092.047.000 |
| 47     | Mein liebster Jesus ist verloren                                                                        | BWV 154 | 2000 | 092.047.000 |
| 47     | Gächinger Kantorei Stuttgart (Chor) • Bach-Collegium Stuttgart (Orchester) • Helmuth Rilling (Dirigent) | BWV 154 | 2000 | 092.047.000 |
| 47     | Mein Gott, wie lang, ach lange                                                                          | BWV 155 | 2000 | 092.047.000 |
| 47     | Gächinger Kantorei Stuttgart (Chor) • Bach-Collegium Stuttgart (Orchester) • Helmuth Rilling (Dirigent) | BWV 155 | 2000 | 092.047.000 |
| 48     | Ich steh mit einem Fuß im Grabe                                                                         | BWV 156 | 2000 | 092.048.000 |
| 48     | Gächinger Kantorei Stuttgart (Chor) • Bach-Collegium Stuttgart (Orchester) • Helmuth Rilling (Dirigent) | BWV 156 | 2000 | 092.048.000 |
| 48     | Ich lasse dich nicht, du segnest mich denn                                                              | BWV 157 | 2000 | 092.048.000 |
| 48     | Gächinger Kantorei Stuttgart (Chor) • Bach-Collegium Stuttgart (Orchester) • Helmuth Rilling (Dirigent) | BWV 157 | 2000 | 092.048.000 |
| 48     | Der Friede sei mit dir                                                                                  | BWV 158 | 2000 | 092.048.000 |
| 48     | Gächinger Kantorei Stuttgart (Chor) • Bach-Collegium Stuttgart (Orchester) • Helmuth Rilling (Dirigent) | BWV 158 | 2000 | 092.048.000 |
| 48     | Sehet, wir gehn hinauf gen Jerusalem                                                                    | BWV 159 | 2000 | 092.048.000 |
| 48     | Gächinger Kantorei Stuttgart (Chor) • Bach-Collegium Stuttgart (Orchester) • Helmuth Rilling (Dirigent) | BWV 159 | 2000 | 092.048.000 |
| 49     | Komm, du süße Todesstunde                                                                               | BWV 161 | 2000 | 092.049.000 |
| 49     | Gächinger Kantorei Stuttgart (Chor) • Bach-Collegium Stuttgart (Orchester) • Helmuth Rilling (Dirigent) | BWV 161 | 2000 | 092.049.000 |
| 49     | Ach! ich sehe, itzt, da ich zur Hochzeit gehe                                                           | BWV 162 | 2000 | 092.049.000 |
| 49     | Gächinger Kantorei Stuttgart (Chor) • Bach-Collegium Stuttgart (Orchester) • Helmuth Rilling (Dirigent) | BWV 162 | 2000 | 092.049.000 |
| 49     | Nur jedem das Seine                                                                                     | BWV 163 | 2000 | 092.049.000 |
| 49     | Gächinger Kantorei Stuttgart (Chor) • Bach-Collegium Stuttgart (Orchester) • Helmuth Rilling (Dirigent) | BWV 163 | 2000 | 092.049.000 |
| 49     | Ihr, die ihr euch von Christo nennet                                                                    | BWV 164 | 2000 | 092.049.000 |
| 49     | Gächinger Kantorei Stuttgart (Chor) • Bach-Collegium Stuttgart (Orchester) • Helmuth Rilling (Dirigent) | BWV 164 | 2000 | 092.049.000 |
| 50     | O heilges Geist- und Wasserbad                                                                          | BWV 165 | 2000 | 092.050.000 |
| 50     | Gächinger Kantorei Stuttgart (Chor) • Bach-Collegium Stuttgart (Orchester) • Helmuth Rilling (Dirigent) | BWV 165 | 2000 | 092.050.000 |
| 50     | Wo gehest du hin?                                                                                       | BWV 166 | 2000 | 092.050.000 |
| 50     | Gächinger Kantorei Stuttgart (Chor) • Bach-Collegium Stuttgart (Orchester) • Helmuth Rilling (Dirigent) | BWV 166 | 2000 | 092.050.000 |
| 50     | Ihr Menschen, rühmet Gottes Liebe                                                                       | BWV 167 | 2000 | 092.050.000 |
| 50     | Gächinger Kantorei Stuttgart (Chor) • Bach-Collegium Stuttgart (Orchester) • Helmuth Rilling (Dirigent) | BWV 167 | 2000 | 092.050.000 |
| 50     | Tue Rechnung! Donnerwort                                                                                | BWV 168 | 2000 | 092.050.000 |
| 50     | Gächinger Kantorei Stuttgart (Chor) • Bach-Collegium Stuttgart (Orchester) • Helmuth Rilling (Dirigent) | BWV 168 | 2000 | 092.050.000 |
| 51     | Gott soll allein mein Herze haben                                                                       | BWV 169 | 2000 | 092.051.000 |
| 51     | Gächinger Kantorei Stuttgart (Chor) • Bach-Collegium Stuttgart (Orchester) • Helmuth Rilling (Dirigent) | BWV 169 | 2000 | 092.051.000 |
| 51     | Vergnügte Ruh, beliebte Seelenlust                                                                      | BWV 170 | 2000 | 092.051.000 |
| 51     | Gächinger Kantorei Stuttgart (Chor) • Bach-Collegium Stuttgart (Orchester) • Helmuth Rilling (Dirigent) | BWV 170 | 2000 | 092.051.000 |
| 51     | Gott, wie dein Name, so ist auch dein Ruhm                                                              | BWV 171 | 2000 | 092.051.000 |
| 51     | Gächinger Kantorei Stuttgart (Chor) • Bach-Collegium Stuttgart (Orchester) • Helmuth Rilling (Dirigent) | BWV 171 | 2000 | 092.051.000 |
| 52     | Erschallet, ihr Lieder, erklinget, ihr Saiten!                                                          | BWV 172 | 2000 | 092.052.000 |
| 52     | Gächinger Kantorei Stuttgart (Chor) • Bach-Collegium Stuttgart (Orchester) • Helmuth Rilling (Dirigent) | BWV 172 | 2000 | 092.052.000 |
| 52     | Erhöhtes Fleisch und Blut                                                                               | BWV 173 | 2000 | 092.052.000 |
| 52     | Gächinger Kantorei Stuttgart (Chor) • Bach-Collegium Stuttgart (Orchester) • Helmuth Rilling (Dirigent) | BWV 173 | 2000 | 092.052.000 |
| 52     | Ich liebe den Höchsten von ganzem Gemüte                                                                | BWV 174 | 2000 | 092.052.000 |
| 52     | Gächinger Kantorei Stuttgart (Chor) • Bach-Collegium Stuttgart (Orchester) • Helmuth Rilling (Dirigent) | BWV 174 | 2000 | 092.052.000 |
| 52     | Er rufet seinen Schafen mit Namen                                                                       | BWV 175 | 2000 | 092.052.000 |
| 52     | Gächinger Kantorei Stuttgart (Chor) • Bach-Collegium Stuttgart (Orchester) • Helmuth Rilling (Dirigent) | BWV 175 | 2000 | 092.052.000 |
| 53     | Es ist ein trotzig und verzagt Ding                                                                     | BWV 176 | 2000 | 092.053.000 |
| 53     | Gächinger Kantorei Stuttgart (Chor) • Bach-Collegium Stuttgart (Orchester) • Helmuth Rilling (Dirigent) | BWV 176 | 2000 | 092.053.000 |
| 53     | Ich ruf zu dir, Herr Jesu Christ                                                                        | BWV 177 | 2000 | 092.053.000 |
| 53     | Gächinger Kantorei Stuttgart (Chor) • Bach-Collegium Stuttgart (Orchester) • Helmuth Rilling (Dirigent) | BWV 177 | 2000 | 092.053.000 |
| 53     | Wo Gott der Herr nicht bei uns hält                                                                     | BWV 178 | 2000 | 092.053.000 |
| 53     | Gächinger Kantorei Stuttgart (Chor) • Bach-Collegium Stuttgart (Orchester) • Helmuth Rilling (Dirigent) | BWV 178 | 2000 | 092.053.000 |
| 54     | Siehe zu, daß deine Gottesfurcht nicht Heuchelei sei                                                    | BWV 179 | 2000 | 092.054.000 |
| 54     | Gächinger Kantorei Stuttgart (Chor) • Bach-Collegium Stuttgart (Orchester) • Helmuth Rilling (Dirigent) | BWV 179 | 2000 | 092.054.000 |
| 54     | Schmücke dich, o liebe Seele                                                                            | BWV 180 | 2000 | 092.054.000 |
| 54     | Gächinger Kantorei Stuttgart (Chor) • Bach-Collegium Stuttgart (Orchester) • Helmuth Rilling (Dirigent) | BWV 180 | 2000 | 092.054.000 |
| 54     | Leichtgesinnte Flattergeister                                                                           | BWV 181 | 2000 | 092.054.000 |
| 54     | Gächinger Kantorei Stuttgart (Chor) • Bach-Collegium Stuttgart (Orchester) • Helmuth Rilling (Dirigent) | BWV 181 | 2000 | 092.054.000 |
| 55     | Himmelskönig sei willkommen                                                                             | BWV 182 | 2000 | 092.055.000 |
| 55     | Gächinger Kantorei Stuttgart (Chor) • Bach-Collegium Stuttgart (Orchester) • Helmuth Rilling (Dirigent) | BWV 182 | 2000 | 092.055.000 |
| 55     | Sie werden euch in den Bann tun                                                                         | BWV 183 | 2000 | 092.055.000 |
| 55     | Gächinger Kantorei Stuttgart (Chor) • Bach-Collegium Stuttgart (Orchester) • Helmuth Rilling (Dirigent) | BWV 183 | 2000 | 092.055.000 |
| 55     | Erwünschtes Freudenlicht                                                                                | BWV 184 | 2000 | 092.055.000 |
| 55     | Gächinger Kantorei Stuttgart (Chor) • Bach-Collegium Stuttgart (Orchester) • Helmuth Rilling (Dirigent) | BWV 184 | 2000 | 092.055.000 |
| 56     | Barmherziges Herze der ewigen Liebe                                                                     | BWV 185 | 2000 | 092.056.000 |
| 56     | Gächinger Kantorei Stuttgart (Chor) • Bach-Collegium Stuttgart (Orchester) • Helmuth Rilling (Dirigent) | BWV 185 | 2000 | 092.056.000 |
| 56     | Ärgre dich, o Seele, nicht                                                                              | BWV 186 | 2000 | 092.056.000 |
| 56     | Gächinger Kantorei Stuttgart (Chor) • Bach-Collegium Stuttgart (Orchester) • Helmuth Rilling (Dirigent) | BWV 186 | 2000 | 092.056.000 |
| 56     | Es wartet alles auf dich                                                                                | BWV 187 | 2000 | 092.056.000 |
| 56     | Gächinger Kantorei Stuttgart (Chor) • Bach-Collegium Stuttgart (Orchester) • Helmuth Rilling (Dirigent) | BWV 187 | 2000 | 092.056.000 |
| 57     | Ich habe meine Zuversicht                                                                               | BWV 188 | 2000 | 092.057.000 |
| 57     | Gächinger Kantorei Stuttgart (Chor) • Bach-Collegium Stuttgart (Orchester) • Helmuth Rilling (Dirigent) | BWV 188 | 2000 | 092.057.000 |
| 57     | Singet dem Herrn ein neues Lied                                                                         | BWV 190 | 2000 | 092.057.000 |
| 57     | Gächinger Kantorei Stuttgart (Chor) • Bach-Collegium Stuttgart (Orchester) • Helmuth Rilling (Dirigent) | BWV 190 | 2000 | 092.057.000 |
| 57     | Gloria in excelsis Deo                                                                                  | BWV 191 | 2000 | 092.057.000 |
| 57     | Gächinger Kantorei Stuttgart (Chor) • Bach-Collegium Stuttgart (Orchester) • Helmuth Rilling (Dirigent) | BWV 191 | 2000 | 092.057.000 |
| 57     | Nun danket alle Gott                                                                                    | BWV 192 | 2000 | 092.057.000 |
| 57     | Gächinger Kantorei Stuttgart (Chor) • Bach-Collegium Stuttgart (Orchester) • Helmuth Rilling (Dirigent) | BWV 192 | 2000 | 092.057.000 |
| 58     | Ihr Tore zu Zion                                                                                        | BWV 193 | 2000 | 092.058.000 |
| 58     | Gächinger Kantorei Stuttgart (Chor) • Bach-Collegium Stuttgart (Orchester) • Helmuth Rilling (Dirigent) | BWV 193 | 2000 | 092.058.000 |
| 58     | Höchsterwünschtes Freudenfest                                                                           | BWV 194 | 2000 | 092.058.000 |
| 58     | Gächinger Kantorei Stuttgart (Chor) • Bach-Collegium Stuttgart (Orchester) • Helmuth Rilling (Dirigent) | BWV 194 | 2000 | 092.058.000 |
| 59     | Dem Gerechten muß das Licht                                                                             | BWV 195 | 2000 | 092.059.000 |
| 59     | Gächinger Kantorei Stuttgart (Chor) • Bach-Collegium Stuttgart (Orchester) • Helmuth Rilling (Dirigent) | BWV 195 | 2000 | 092.059.000 |
| 59     | Der Herr denket an uns                                                                                  | BWV 196 | 2000 | 092.059.000 |
| 59     | Gächinger Kantorei Stuttgart (Chor) • Bach-Collegium Stuttgart (Orchester) • Helmuth Rilling (Dirigent) | BWV 196 | 2000 | 092.059.000 |
| 59     | Gott ist unsre Zuversicht                                                                               | BWV 197 | 2000 | 092.059.000 |
| 59     | Gächinger Kantorei Stuttgart (Chor) • Bach-Collegium Stuttgart (Orchester) • Helmuth Rilling (Dirigent) | BWV 197 | 2000 | 092.059.000 |
| 60     | Laß, Fürstin! laß noch einen Strahl                                                                     | BWV 198 | 2000 | 092.060.000 |
| 60     | Gächinger Kantorei Stuttgart (Chor) • Bach-Collegium Stuttgart (Orchester) • Helmuth Rilling (Dirigent) | BWV 198 | 2000 | 092.060.000 |
| 60     | Mein Herze schwimmt im Blut                                                                             | BWV 199 | 2000 | 092.060.000 |
| 60     | Gächinger Kantorei Stuttgart (Chor) • Bach-Collegium Stuttgart (Orchester) • Helmuth Rilling (Dirigent) | BWV 199 | 2000 | 092.060.000 |
| 60     | Bekennen will ich seinen Namen                                                                          | BWV 200 | 2000 | 092.060.000 |
| 60     | Gächinger Kantorei Stuttgart (Chor) • Bach-Collegium Stuttgart (Orchester) • Helmuth Rilling (Dirigent) | BWV 200 | 2000 | 092.060.000 |

| Volume | Titel | BWV      | Anmerkung                                                    | Jahr | Nummer      |
| Volume | Interpreten | BWV      | Anmerkung                                                    | Jahr | Nummer      |
| ------ | --- | -------- | ------------------------------------------------------------ | ---- | ----------- |
| 61     | Geschwinde, ihr wirbelnden Winde (Der Streit zwischen Phoebus und Pan) | BWV 201  |                                                              | 1999 | 092.061.000 |
| 61     | Sibylla Rubens (Sopran) • Ingeborg Danz (Alt) • Lothar Odinius (Tenor) • James Taylor (Tenor) • Matthias Goerne (Bariton) • Dietrich Henschel (Bass) • Gächinger Kantorei Stuttgart (Chor) • Bach-Collegium Stuttgart (Orchester) • Helmuth Rilling (Dirigent) | BWV 201  |                                                              | 1999 | 092.061.000 |
| 62     | Weichet nur, betrübte Schatten | BWV 202  |                                                              | 1999 | 092.062.000 |
| 62     | Gächinger Kantorei Stuttgart (Chor) • Bach-Collegium Stuttgart (Orchester) • Helmuth Rilling (Dirigent) | BWV 202  |                                                              | 1999 | 092.062.000 |
| 62     | Amore traditore | BWV 203  |                                                              | 1999 | 092.062.000 |
| 62     | Gächinger Kantorei Stuttgart (Chor) • Bach-Collegium Stuttgart (Orchester) • Helmuth Rilling (Dirigent) | BWV 203  |                                                              | 1999 | 092.062.000 |
| 62     | Ich bin in mir vergnügt | BWV 204  |                                                              | 1999 | 092.062.000 |
| 62     | Gächinger Kantorei Stuttgart (Chor) • Bach-Collegium Stuttgart (Orchester) • Helmuth Rilling (Dirigent) | BWV 204  |                                                              | 1999 | 092.062.000 |
| 63     | Zerreißet, zersprenget, zertrümmert die Gruft (Der zufriedengestellte Äolus) | BWV 205  |                                                              | 1999 | 092.063.000 |
| 63     | Sibylla Rubens (Sopran: Pallas) • YvonneNaef (Alt: Pomona) • Christoph Genz (Tenor: Zephyrus) • Andreas Schmidt (Bass: Äolus) • Gächinger Kantorei Stuttgart (Chor) • Bach-Collegium Stuttgart (Orchester) • Helmuth Rilling (Dirigent)                        | BWV 205  |                                                              | 1999 | 092.063.000 |
| 63     | Quodlibet | BWV 524  |                                                              | 1999 | 092.063.000 |
| 63     | Sibylla Rubens (Sopran) • Ingeborg Danz (Alt) • Markus Ullmann (Tenor) • Andreas Schmidt (Bass) • Helmuth Rilling (Dirigent) | BWV 524  |                                                              | 1999 | 092.063.000 |
| 64     | Schleicht, spielende Wellen, und murmelt gelinde | BWV 206  |                                                              | 2000 | 092.064.000 |
| 64     | Gächinger Kantorei Stuttgart (Chor) • Bach-Collegium Stuttgart (Orchester) • Helmuth Rilling (Dirigent) | BWV 206  |                                                              | 2000 | 092.064.000 |
| 64     | Auf, schmetternde Töne der muntern Trompeten | BWV 207a |                                                              | 2000 | 092.064.000 |
| 64     | Gächinger Kantorei Stuttgart (Chor) • Bach-Collegium Stuttgart (Orchester) • Helmuth Rilling (Dirigent) | BWV 207a |                                                              | 2000 | 092.064.000 |
| 64     | Vereinigte Zwietracht der wechselnden Saiten | BWV 207  | Sätze 2, 4 und 6                                             | 2000 | 092.064.000 |
| 64     | Gächinger Kantorei Stuttgart (Chor) • Bach-Collegium Stuttgart (Orchester) • Helmuth Rilling (Dirigent) | BWV 207  | Sätze 2, 4 und 6                                             | 2000 | 092.064.000 |
| 65     | Was mir behagt, ist nur die muntre Jagd | BWV 208  | sowie BWV 1046,1: Sinfonia F-Dur zu BWV 208                  | 1999 | 092.065.000 |
| 65     | Gächinger Kantorei Stuttgart (Chor) • Bach-Collegium Stuttgart (Orchester) • Helmuth Rilling (Dirigent) | BWV 208  | sowie BWV 1046,1: Sinfonia F-Dur zu BWV 208                  | 1999 | 092.065.000 |
| 65     | Non sa che sia dolore | BWV 209  | sowie BWV 1040: Instrumentalsatz F-Dur (Satz 13 der BWV 208) | 1999 | 092.065.000 |
| 65     | Gächinger Kantorei Stuttgart (Chor) • Bach-Collegium Stuttgart (Orchester) • Helmuth Rilling (Dirigent) | BWV 209  | sowie BWV 1040: Instrumentalsatz F-Dur (Satz 13 der BWV 208) | 1999 | 092.065.000 |
| 66     | O holder Tag, erwünschte Zeit („Hochzeitskantate“) | BWV 210  |                                                              | 2000 | 092.066.000 |
| 66     | Sibylla Rubens (Sopran) • Bach-Collegium Stuttgart (Orchester) • Helmuth Rilling (Dirigent) | BWV 210  |                                                              | 2000 | 092.066.000 |
| 66     | Schweigt stille, plaudert nicht („Kaffeekantate“) | BWV 211  |                                                              | 2000 | 092.066.000 |
| 66     | Christine Schäfer (Sopran: Liesgen) • James Taylor (Tenor: Erzähler) • Thomas Quasthoff (Bass: Schlendrian) • Bach-Collegium Stuttgart (Orchester) • Helmuth Rilling (Dirigent)                                                                                | BWV 211  |                                                              | 2000 | 092.066.000 |
| 67     | Mer hahn en neue Oberkeet („Bauernkantate“) | BWV 212  |                                                              | 2000 | 092.067.000 |
| 67     | Gächinger Kantorei Stuttgart (Chor) • Bach-Collegium Stuttgart (Orchester) • Helmuth Rilling (Dirigent) | BWV 212  |                                                              | 2000 | 092.067.000 |
| 67     | Laßt uns sorgen, laßt uns wachen (Herkules auf dem Scheidewege) | BWV 213  |                                                              | 2000 | 092.067.000 |
| 67     | Gächinger Kantorei Stuttgart (Chor) • Bach-Collegium Stuttgart (Orchester) • Helmuth Rilling (Dirigent) | BWV 213  |                                                              | 2000 | 092.067.000 |
| 68     | Tönet, ihr Pauken! Erschallet, Trompeten! | BWV 214  |                                                              | 2000 | 092.068.000 |
| 68     | Gächinger Kantorei Stuttgart (Chor) • Bach-Collegium Stuttgart (Orchester) • Helmuth Rilling (Dirigent) | BWV 214  |                                                              | 2000 | 092.068.000 |
| 68     | Preise dein Glücke, gesegnetes Sachsen | BWV 215  |                                                              | 2000 | 092.068.000 |
| 68     | Gächinger Kantorei Stuttgart (Chor) • Bach-Collegium Stuttgart (Orchester) • Helmuth Rilling (Dirigent) | BWV 215  |                                                              | 2000 | 092.068.000 |

| Volume | Titel                                                                                                   | BWV        | Anmerkung | Jahr | Nummer      |
| Volume | Interpreten                                                                                             | BWV        | Anmerkung | Jahr | Nummer      |
| ------ | --- | ---------- | --------- | ---- | ----------- |
| 69     | Ich lasse dich nicht, du segnest mich denn                                                              | BWV Anh159 | CD 1      | 1999 | 092.069.000 |
| 69     | Gächinger Kantorei Stuttgart (Chor) • Bach-Collegium Stuttgart (Orchester) • Helmuth Rilling (Dirigent) | BWV Anh159 | CD 1      | 1999 | 092.069.000 |
| 69     | Fürchte dich nicht, ich bin bei dir                                                                     | BWV 228    | CD 1      | 1999 | 092.069.000 |
| 69     | Gächinger Kantorei Stuttgart (Chor) • Bach-Collegium Stuttgart (Orchester) • Helmuth Rilling (Dirigent) | BWV 228    | CD 1      | 1999 | 092.069.000 |
| 69     | Jauchzet dem Herrn, alle Welt                                                                           | BWV Anh160 | CD 1      | 1999 | 092.069.000 |
| 69     | Gächinger Kantorei Stuttgart (Chor) • Bach-Collegium Stuttgart (Orchester) • Helmuth Rilling (Dirigent) | BWV Anh160 | CD 1      | 1999 | 092.069.000 |
| 69     | Sei Lob und Preis mit Ehren                                                                             | BWV 231    | CD 1      | 1999 | 092.069.000 |
| 69     | Gächinger Kantorei Stuttgart (Chor) • Bach-Collegium Stuttgart (Orchester) • Helmuth Rilling (Dirigent) | BWV 231    | CD 1      | 1999 | 092.069.000 |
| 69     | Singet dem Herrn ein neues Lied                                                                         | BWV 225    | CD 1      | 1999 | 092.069.000 |
| 69     | Gächinger Kantorei Stuttgart (Chor) • Bach-Collegium Stuttgart (Orchester) • Helmuth Rilling (Dirigent) | BWV 225    | CD 1      | 1999 | 092.069.000 |
| 69     | Der Geist hilft unser Schwachheit auf                                                                   | BWV 226    | CD 1      | 1999 | 092.069.000 |
| 69     | Gächinger Kantorei Stuttgart (Chor) • Bach-Collegium Stuttgart (Orchester) • Helmuth Rilling (Dirigent) | BWV 226    | CD 1      | 1999 | 092.069.000 |
| 69     | Komm, Jesu, komm                                                                                        | BWV 229    | CD 2      | 1999 | 092.069.000 |
| 69     | Gächinger Kantorei Stuttgart (Chor) • Bach-Collegium Stuttgart (Orchester) • Helmuth Rilling (Dirigent) | BWV 229    | CD 2      | 1999 | 092.069.000 |
| 69     | Jesu, meine Freude                                                                                      | BWV 227    | CD 2      | 1999 | 092.069.000 |
| 69     | Gächinger Kantorei Stuttgart (Chor) • Bach-Collegium Stuttgart (Orchester) • Helmuth Rilling (Dirigent) | BWV 227    | CD 2      | 1999 | 092.069.000 |
| 69     | O Jesu Christ, meins Lebens Licht                                                                       | BWV 118    | CD 2      | 1999 | 092.069.000 |
| 69     | Gächinger Kantorei Stuttgart (Chor) • Bach-Collegium Stuttgart (Orchester) • Helmuth Rilling (Dirigent) | BWV 118    | CD 2      | 1999 | 092.069.000 |
| 69     | Der Gerechte kömmt um                                                                                   | BWV deest  | CD 2      | 1999 | 092.069.000 |
| 69     | Gächinger Kantorei Stuttgart (Chor) • Bach-Collegium Stuttgart (Orchester) • Helmuth Rilling (Dirigent) | BWV deest  | CD 2      | 1999 | 092.069.000 |
| 69     | Lobet den Herrn, alle Heiden                                                                            | BWV 230    | CD 2      | 1999 | 092.069.000 |
| 69     | Gächinger Kantorei Stuttgart (Chor) • Bach-Collegium Stuttgart (Orchester) • Helmuth Rilling (Dirigent) | BWV 230    | CD 2      | 1999 | 092.069.000 |

| Volume | Titel | BWV     | Anmerkung | Jahr | Nummer      |
| Volume | Interpreten | BWV     | Anmerkung | Jahr | Nummer      |
| ------ | --- | ------- | --------- | ---- | ----------- |
| 70     | h-Moll-Messe | BWV 232 | 2 CDs     | 1999 | 092.070.000 |
| 70     | Sibylla Rubens (Sopran I) • Juliane Banse (Sopran II) • Ingeborg Danz (Alt) • James Taylor (Tenor) • Andreas Schmidt (Bass I) • Thomas Quasthoff (Bass II) • Gächinger Kantorei Stuttgart (Chor) • Bach-Collegium Stuttgart (Orchester) • Helmuth Rilling (Dirigent) | BWV 232 | 2 CDs     | 1999 | 092.070.000 |

| Volume | Titel                                                                                                   | BWV      | Anmerkung                                                      | Jahr | Nummer      |
| Volume | Interpreten                                                                                             | BWV      | Anmerkung                                                      | Jahr | Nummer      |
| ------ | --- | -------- | -------------------------------------------------------------- | ---- | ----------- |
| 71     | Messe F-Dur                                                                                             | BWV 233  |                                                                | 1999 | 092.071.000 |
| 71     | Gächinger Kantorei Stuttgart (Chor) • Bach-Collegium Stuttgart (Orchester) • Helmuth Rilling (Dirigent) | BWV 233  |                                                                | 1999 | 092.071.000 |
| 71     | Kyrie eleison                                                                                           | BWV 233a | sowie „Christe, du Lamm Gottes“ in F-Dur (Urbild von BWV 233a) | 1999 | 092.071.000 |
| 71     | Gächinger Kantorei Stuttgart (Chor) • Bach-Collegium Stuttgart (Orchester) • Helmuth Rilling (Dirigent) | BWV 233a | sowie „Christe, du Lamm Gottes“ in F-Dur (Urbild von BWV 233a) | 1999 | 092.071.000 |
| 71     | Messe A-Dur                                                                                             | BWV 234  |                                                                | 1999 | 092.071.000 |
| 71     | Gächinger Kantorei Stuttgart (Chor) • Bach-Collegium Stuttgart (Orchester) • Helmuth Rilling (Dirigent) | BWV 234  |                                                                | 1999 | 092.071.000 |
| 72     | Messe g-Moll                                                                                            | BWV 235  |                                                                | 1999 | 092.072.000 |
| 72     | Gächinger Kantorei Stuttgart (Chor) • Bach-Collegium Stuttgart (Orchester) • Helmuth Rilling (Dirigent) | BWV 235  |                                                                | 1999 | 092.072.000 |
| 72     | Messe G-Dur                                                                                             | BWV 236  |                                                                | 1999 | 092.072.000 |
| 72     | Gächinger Kantorei Stuttgart (Chor) • Bach-Collegium Stuttgart (Orchester) • Helmuth Rilling (Dirigent) | BWV 236  |                                                                | 1999 | 092.072.000 |
| 72     | Sanctus C-Dur                                                                                           | BWV 237  |                                                                | 1999 | 092.072.000 |
| 72     | Gächinger Kantorei Stuttgart (Chor) • Bach-Collegium Stuttgart (Orchester) • Helmuth Rilling (Dirigent) | BWV 237  |                                                                | 1999 | 092.072.000 |
| 72     | Sanctus D-Dur                                                                                           | BWV 238  |                                                                | 1999 | 092.072.000 |
| 72     | Gächinger Kantorei Stuttgart (Chor) • Bach-Collegium Stuttgart (Orchester) • Helmuth Rilling (Dirigent) | BWV 238  |                                                                | 1999 | 092.072.000 |
| 72     | Sanctus G-Dur                                                                                           | BWV 240  |                                                                | 1999 | 092.072.000 |
| 72     | Gächinger Kantorei Stuttgart (Chor) • Bach-Collegium Stuttgart (Orchester) • Helmuth Rilling (Dirigent) | BWV 240  |                                                                | 1999 | 092.072.000 |
| 72     | Sanctus D-Dur                                                                                           | BWV 241  | Bearbeitung aus der „Missa superba“ von Johann Caspar Kerll    | 1999 | 092.072.000 |
| 72     | Gächinger Kantorei Stuttgart (Chor) • Bach-Collegium Stuttgart (Orchester) • Helmuth Rilling (Dirigent) | BWV 241  | Bearbeitung aus der „Missa superba“ von Johann Caspar Kerll    | 1999 | 092.072.000 |
| 72     | Christe eleison g-Moll                                                                                  | BWV 242  | zu einer Messe c-Moll von Francesco Durante                    | 1999 | 092.072.000 |
| 72     | Gächinger Kantorei Stuttgart (Chor) • Bach-Collegium Stuttgart (Orchester) • Helmuth Rilling (Dirigent) | BWV 242  | zu einer Messe c-Moll von Francesco Durante                    | 1999 | 092.072.000 |
| 72     | Credo in unum Deum F-Dur                                                                                | BWV 1081 |                                                                | 1999 | 092.072.000 |
| 72     | Gächinger Kantorei Stuttgart (Chor) • Bach-Collegium Stuttgart (Orchester) • Helmuth Rilling (Dirigent) | BWV 1081 |                                                                | 1999 | 092.072.000 |

| Volume | Titel                                                                                                   | BWV         | Anmerkung                                                      | Jahr | Nummer      |
| Volume | Interpreten                                                                                             | BWV         | Anmerkung                                                      | Jahr | Nummer      |
| ------ | --- | ----------- | -------------------------------------------------------------- | ---- | ----------- |
| 73     | Magnificat D-Dur                                                                                        | BWV 243     |                                                                | 1999 | 092.073.000 |
| 73     | Gächinger Kantorei Stuttgart (Chor) • Bach-Collegium Stuttgart (Orchester) • Helmuth Rilling (Dirigent) | BWV 243     |                                                                | 1999 | 092.073.000 |
| 73     | Suscepit Israel puerum suum                                                                             | BWV 1082    | Bearbeitung aus dem „Magnificat“ Antonio Caldara               | 1999 | 092.073.000 |
| 73     | Gächinger Kantorei Stuttgart (Chor) • Bach-Collegium Stuttgart (Orchester) • Helmuth Rilling (Dirigent) | BWV 1082    | Bearbeitung aus dem „Magnificat“ Antonio Caldara               | 1999 | 092.073.000 |
| 73     | Aus der Tiefen rufe ich                                                                                 | BWV 246,40a | Umarbeitung des Chorals aus der Lukas-Passion                  | 1999 | 092.073.000 |
| 73     | Gächinger Kantorei Stuttgart (Chor) • Bach-Collegium Stuttgart (Orchester) • Helmuth Rilling (Dirigent) | BWV 246,40a | Umarbeitung des Chorals aus der Lukas-Passion                  | 1999 | 092.073.000 |
| 73     | So heb ich denn mein Auge sehnlich auf                                                                  | BWV 1088    | Arioso aus einem Passions-Pasticcio                            | 1999 | 092.073.000 |
| 73     | Gächinger Kantorei Stuttgart (Chor) • Bach-Collegium Stuttgart (Orchester) • Helmuth Rilling (Dirigent) | BWV 1088    | Arioso aus einem Passions-Pasticcio                            | 1999 | 092.073.000 |
| 73     | Tilge, Höchter meine Sünden                                                                             | BWV 1083    | Bearbeitung des „Stabat Mater“ von Giovanni Battista Pergolesi | 1999 | 092.073.000 |
| 73     | Gächinger Kantorei Stuttgart (Chor) • Bach-Collegium Stuttgart (Orchester) • Helmuth Rilling (Dirigent) | BWV 1083    | Bearbeitung des „Stabat Mater“ von Giovanni Battista Pergolesi | 1999 | 092.073.000 |

| Volume | Titel | BWV     | Anmerkung | Jahr | Nummer      |
| Volume | Interpreten | BWV     | Anmerkung | Jahr | Nummer      |
| ------ | --- | ------- | --------- | ---- | ----------- |
| 74     | Matthäus-Passion | BWV 244 | 3 CDs     | 1999 | 092.074.000 |
| 74     | Christiane Oelze (Sopran) • Ingeborg Danz (Alt) • Michael Schade (Tenor: Evangelist) • Matthias Goerne (Bariton: Jesus) • Thomas Quasthoff (Bass) • Gächinger Kantorei Stuttgart (Chor) • Bach-Collegium Stuttgart (Orchester) • Helmuth Rilling (Dirigent) | BWV 244 | 3 CDs     | 1999 | 092.074.000 |

| Volume | Titel | BWV     | Anmerkung                                           | Jahr | Nummer      |
| Volume | Interpreten | BWV     | Anmerkung                                           | Jahr | Nummer      |
| ------ | --- | ------- | --------------------------------------------------- | ---- | ----------- |
| 75     | Johannes-Passion | BWV 245 | 2 CDs Ersteinspielung sämtlicher Fassungen von 1996 | 2000 | 092.075.000 |
| 75     | Juliane Banse (Sopran) • Ingeborg Danz (Alt) • Michael Schade (Tenor: Evangelist) • James Taylor (Tenor) • Matthias Goerne (Bariton: Jesus) • Andreas Schmidt (Bass) • Gächinger Kantorei Stuttgart (Chor) • Bach-Collegium Stuttgart (Orchester) • Helmuth Rilling (Dirigent) | BWV 245 | 2 CDs Ersteinspielung sämtlicher Fassungen von 1996 | 2000 | 092.075.000 |

| Volume | Titel | BWV     | Anmerkung                                         | Jahr | Nummer      |
| Volume | Interpreten | BWV     | Anmerkung                                         | Jahr | Nummer      |
| ------ | --- | ------- | ------------------------------------------------- | ---- | ----------- |
| 76     | Weihnachts-Oratorium | BWV 248 | 3 CDs SWR-Live-Mitschnitt Jahreswechsel 1999–2000 | 2000 | 092.076.000 |
| 76     | Sibylla Rubens (Sopran) • Ingeborg Danz (Alt) • Marcus Ullmann (Tenor) • James Taylor (Tenor: Evangelist) • Hanno Müller-Brachmann (Bass) • Andreas Schmidt (Bass) • Gächinger Kantorei Stuttgart (Chor) • Bach-Collegium Stuttgart (Orchester) • Helmuth Rilling (Dirigent) | BWV 248 | 3 CDs SWR-Live-Mitschnitt Jahreswechsel 1999–2000 | 2000 | 092.076.000 |

| Volume | Titel | BWV     | Anmerkung | Jahr | Nummer      |
| Volume | Interpreten | BWV     | Anmerkung | Jahr | Nummer      |
| ------ | --- | ------- | --------- | ---- | ----------- |
| 77     | Oster-Oratorium | BWV 249 |           | 2000 | 092.077.000 |
| 77     | Gächinger Kantorei Stuttgart (Chor) • Württembergisches Kammerorchester Heilbronn (Orchester) • Bach-Collegium Stuttgart (Orchester) • Helmuth Rilling (Dirigent) | BWV 249 |           | 2000 | 092.077.000 |
| 77     | Himmelfahrts-Oratorium (Lobet Gott in seinen Reichen) | BWV 11  |           | 2000 | 092.077.000 |
| 77     | Gächinger Kantorei Stuttgart (Chor) • Württembergisches Kammerorchester Heilbronn (Orchester) • Bach-Collegium Stuttgart (Orchester) • Helmuth Rilling (Dirigent) | BWV 11  |           | 2000 | 092.077.000 |

| Volume | Folge                                      | Folge | BWV                                          | Anmerkung                            | Jahr | Nummer      |
| Volume | Nr.                                        | Titel | BWV                                          | Anmerkung                            | Jahr | Nummer      |
| Volume | Nr.                                        | Interpreten | BWV                                          | Anmerkung                            | Jahr | Nummer      |
| ------ | ------------------------------------------ | --- | -------------------------------------------- | ------------------------------------ | ---- | ----------- |
| 78     | Advent und Weihnachten                     | Advent und Weihnachten | BWV 599                                      |                                      | 1999 | 092.078.000 |
| 78     | 1                                          | Nun komm, der Heiden Heiland | BWV 599                                      |                                      | 1999 | 092.078.000 |
| 78     | 1                                          | Gerhard Gnann (Orgel) • Sibylla Rubens (Sopran) • Ingeborg Danz (Alt) • James Taylor (Tenor) • Andreas Schmidt (Bass) • Gächinger Kantorei Stuttgart (Chor) • Bach-Collegium Stuttgart (Orchester) • Helmuth Rilling (Dirigent) | BWV 599                                      |                                      | 1999 | 092.078.000 |
| 78     | 2                                          | Als der gütige Gott | BWV 264                                      |                                      | 1999 | 092.078.000 |
| 78     | 2                                          | Gächinger Kantorei Stuttgart (Chor) • Bach-Collegium Stuttgart (Orchester) • Helmuth Rilling (Dirigent) | BWV 264                                      |                                      | 1999 | 092.078.000 |
| 78     | 3                                          | Gottes Sohn ist kommen | BWV 234; BWV 600                             |                                      | 1999 | 092.078.000 |
| 78     | 3                                          | Gächinger Kantorei Stuttgart (Chor) • Bach-Collegium Stuttgart (Orchester) • Helmuth Rilling (Dirigent) | BWV 234; BWV 600                             |                                      | 1999 | 092.078.000 |
| 78     | 4                                          | Ermuntre dich, mein schwacher Geist | BWV 454                                      |                                      | 1999 | 092.078.000 |
| 78     | 4                                          | Gächinger Kantorei Stuttgart (Chor) • Bach-Collegium Stuttgart (Orchester) • Helmuth Rilling (Dirigent) | BWV 454                                      |                                      | 1999 | 092.078.000 |
| 78     | 5                                          | Ihr Gestirn, ihr hohlen Lüfte | BWV 366; BWV 476                             |                                      | 1999 | 092.078.000 |
| 78     | 5                                          | Gächinger Kantorei Stuttgart (Chor) • Bach-Collegium Stuttgart (Orchester) • Helmuth Rilling (Dirigent) | BWV 366; BWV 476                             |                                      | 1999 | 092.078.000 |
| 78     | 6                                          | Der Tag, der ist so freudenreich | BWV 605; BWV 294                             |                                      | 1999 | 092.078.000 |
| 78     | 6                                          | Gächinger Kantorei Stuttgart (Chor) • Bach-Collegium Stuttgart (Orchester) • Helmuth Rilling (Dirigent) | BWV 605; BWV 294                             |                                      | 1999 | 092.078.000 |
| 78     | 7                                          | Ich freue mich in dir | BWV 465                                      |                                      | 1999 | 092.078.000 |
| 78     | 7                                          | Gächinger Kantorei Stuttgart (Chor) • Bach-Collegium Stuttgart (Orchester) • Helmuth Rilling (Dirigent) | BWV 465                                      |                                      | 1999 | 092.078.000 |
| 78     | 8                                          | Für Freuden laßt uns springen | BWV 313                                      |                                      | 1999 | 092.078.000 |
| 78     | 8                                          | Gächinger Kantorei Stuttgart (Chor) • Bach-Collegium Stuttgart (Orchester) • Helmuth Rilling (Dirigent) | BWV 313                                      |                                      | 1999 | 092.078.000 |
| 78     | 9                                          | Lobt Gott, ihr Christen allzugleich | BWV 609; BWV 375                             |                                      | 1999 | 092.078.000 |
| 78     | 9                                          | Gächinger Kantorei Stuttgart (Chor) • Bach-Collegium Stuttgart (Orchester) • Helmuth Rilling (Dirigent) | BWV 609; BWV 375                             |                                      | 1999 | 092.078.000 |
| 78     | 10                                         | O Jesulein süß | BWV 493                                      |                                      | 1999 | 092.078.000 |
| 78     | 10                                         | Gächinger Kantorei Stuttgart (Chor) • Bach-Collegium Stuttgart (Orchester) • Helmuth Rilling (Dirigent) | BWV 493                                      |                                      | 1999 | 092.078.000 |
| 78     | 11                                         | In dulci jubilo | BWV 368                                      |                                      | 1999 | 092.078.000 |
| 78     | 11                                         | Gächinger Kantorei Stuttgart (Chor) • Bach-Collegium Stuttgart (Orchester) • Helmuth Rilling (Dirigent) | BWV 368                                      |                                      | 1999 | 092.078.000 |
| 78     | 12                                         | Ich steh an deiner Krippen hier | BWV 469                                      |                                      | 1999 | 092.078.000 |
| 78     | 12                                         | Gächinger Kantorei Stuttgart (Chor) • Bach-Collegium Stuttgart (Orchester) • Helmuth Rilling (Dirigent) | BWV 469                                      |                                      | 1999 | 092.078.000 |
| 78     | 13                                         | Uns ist ein Kindlein heut geborn | BWV 414                                      |                                      | 1999 | 092.078.000 |
| 78     | 13                                         | Gächinger Kantorei Stuttgart (Chor) • Bach-Collegium Stuttgart (Orchester) • Helmuth Rilling (Dirigent) | BWV 414                                      |                                      | 1999 | 092.078.000 |
| 78     | 14                                         | Gelobet seist du, Jesu Christ | BWV 722; BWV 314; BWV 314                    |                                      | 1999 | 092.078.000 |
| 78     | 14                                         | Gächinger Kantorei Stuttgart (Chor) • Bach-Collegium Stuttgart (Orchester) • Helmuth Rilling (Dirigent) | BWV 722; BWV 314; BWV 314                    |                                      | 1999 | 092.078.000 |
| 78     | 15                                         | Das alte Jahr vergangen ist | BWV 614; BWV 289; BWV 289; BWV 288; BWV 1091 |                                      | 1999 | 092.078.000 |
| 78     | 15                                         | Gächinger Kantorei Stuttgart (Chor) • Bach-Collegium Stuttgart (Orchester) • Helmuth Rilling (Dirigent) | BWV 614; BWV 289; BWV 289; BWV 288; BWV 1091 |                                      | 1999 | 092.078.000 |
| 78     | 16                                         | Hilf, Herr Jesu, laß gelingen | BWV 344                                      |                                      | 1999 | 092.078.000 |
| 78     | 16                                         | Gächinger Kantorei Stuttgart (Chor) • Bach-Collegium Stuttgart (Orchester) • Helmuth Rilling (Dirigent) | BWV 344                                      |                                      | 1999 | 092.078.000 |
| 78     | 17                                         | Jesu, nun sei gepreiset | BWV 362                                      |                                      | 1999 | 092.078.000 |
| 78     | 17                                         | Gächinger Kantorei Stuttgart (Chor) • Bach-Collegium Stuttgart (Orchester) • Helmuth Rilling (Dirigent) | BWV 362                                      |                                      | 1999 | 092.078.000 |
| 78     | 18                                         | Wie schön leuchtet der Morgenstern | BWV 436; BWV 739                             |                                      | 1999 | 092.078.000 |
| 78     | 18                                         | Gächinger Kantorei Stuttgart (Chor) • Bach-Collegium Stuttgart (Orchester) • Helmuth Rilling (Dirigent) | BWV 436; BWV 739                             |                                      | 1999 | 092.078.000 |
| 79     | Passion                                    | Passion | BWV 622; BWV 402                             |                                      | 1999 | 092.079.000 |
| 79     | 1                                          | O Mensch, bewein dein Sünde groß | BWV 622; BWV 402                             |                                      | 1999 | 092.079.000 |
| 79     | 1                                          | Gerhard Gnann (Orgel) • Sibylla Rubens (Sopran) • Ingeborg Danz (Alt) • James Taylor (Tenor) • Andreas Schmidt (Bass) • Gächinger Kantorei Stuttgart (Chor) • Bach-Collegium Stuttgart (Orchester) • Helmuth Rilling (Dirigent) | BWV 622; BWV 402                             |                                      | 1999 | 092.079.000 |
| 79     | 2                                          | O du Liebe meiner Liebe | BWV 491                                      |                                      | 1999 | 092.079.000 |
| 79     | 2                                          | Gächinger Kantorei Stuttgart (Chor) • Bach-Collegium Stuttgart (Orchester) • Helmuth Rilling (Dirigent) | BWV 491                                      |                                      | 1999 | 092.079.000 |
| 79     | 3                                          | O Welt, sieh hier dein Leben | BWV 394                                      |                                      | 1999 | 092.079.000 |
| 79     | 3                                          | Gächinger Kantorei Stuttgart (Chor) • Bach-Collegium Stuttgart (Orchester) • Helmuth Rilling (Dirigent) | BWV 394                                      |                                      | 1999 | 092.079.000 |
| 79     | 4                                          | O Jesu, wie ist dein Gestalt | BWV 1094                                     |                                      | 1999 | 092.079.000 |
| 79     | 4                                          | Gächinger Kantorei Stuttgart (Chor) • Bach-Collegium Stuttgart (Orchester) • Helmuth Rilling (Dirigent) | BWV 1094                                     |                                      | 1999 | 092.079.000 |
| 79     | 5                                          | O Mensch, schau Jesum Christum an | BWV 403                                      |                                      | 1999 | 092.079.000 |
| 79     | 5                                          | Gächinger Kantorei Stuttgart (Chor) • Bach-Collegium Stuttgart (Orchester) • Helmuth Rilling (Dirigent) | BWV 403                                      |                                      | 1999 | 092.079.000 |
| 79     | 6                                          | O Herzensangst | BWV 400                                      |                                      | 1999 | 092.079.000 |
| 79     | 6                                          | Gächinger Kantorei Stuttgart (Chor) • Bach-Collegium Stuttgart (Orchester) • Helmuth Rilling (Dirigent) | BWV 400                                      |                                      | 1999 | 092.079.000 |
| 79     | 7                                          | O wir armen Sünder | BWV 407                                      |                                      | 1999 | 092.079.000 |
| 79     | 7                                          | Gächinger Kantorei Stuttgart (Chor) • Bach-Collegium Stuttgart (Orchester) • Helmuth Rilling (Dirigent) | BWV 407                                      |                                      | 1999 | 092.079.000 |
| 79     | 8                                          | O Lamm Gottes, unschuldig | BWV 1085                                     |                                      | 1999 | 092.079.000 |
| 79     | 8                                          | Gächinger Kantorei Stuttgart (Chor) • Bach-Collegium Stuttgart (Orchester) • Helmuth Rilling (Dirigent) | BWV 1085                                     |                                      | 1999 | 092.079.000 |
| 79     | 9                                          | Die bittre Leidenszeit beginnet abermal | BWV 450                                      |                                      | 1999 | 092.079.000 |
| 79     | 9                                          | Gächinger Kantorei Stuttgart (Chor) • Bach-Collegium Stuttgart (Orchester) • Helmuth Rilling (Dirigent) | BWV 450                                      |                                      | 1999 | 092.079.000 |
| 79     | 10                                         | Herr Jesu Christ, wahr' Mensch und Gott | BWV 336                                      |                                      | 1999 | 092.079.000 |
| 79     | 10                                         | Gächinger Kantorei Stuttgart (Chor) • Bach-Collegium Stuttgart (Orchester) • Helmuth Rilling (Dirigent) | BWV 336                                      |                                      | 1999 | 092.079.000 |
| 79     | 11                                         | Herzliebster Jesu | BWV 245,3                                    |                                      | 1999 | 092.079.000 |
| 79     | 11                                         | Gächinger Kantorei Stuttgart (Chor) • Bach-Collegium Stuttgart (Orchester) • Helmuth Rilling (Dirigent) | BWV 245,3                                    |                                      | 1999 | 092.079.000 |
| 79     | 12                                         | So gehst du nun, mein Jesu, hin | BWV 500; BWV 500,1                           |                                      | 1999 | 092.079.000 |
| 79     | 12                                         | Gächinger Kantorei Stuttgart (Chor) • Bach-Collegium Stuttgart (Orchester) • Helmuth Rilling (Dirigent) | BWV 500; BWV 500,1                           |                                      | 1999 | 092.079.000 |
| 79     | 13                                         | Du großer Schmerzensmann | BWV 300                                      |                                      | 1999 | 092.079.000 |
| 79     | 13                                         | Gächinger Kantorei Stuttgart (Chor) • Bach-Collegium Stuttgart (Orchester) • Helmuth Rilling (Dirigent) | BWV 300                                      |                                      | 1999 | 092.079.000 |
| 79     | 14                                         | Als Jesus Christus in der Nacht | BWV 1108; BWV 265                            |                                      | 1999 | 092.079.000 |
| 79     | 14                                         | Gächinger Kantorei Stuttgart (Chor) • Bach-Collegium Stuttgart (Orchester) • Helmuth Rilling (Dirigent) | BWV 1108; BWV 265                            |                                      | 1999 | 092.079.000 |
| 79     | 15                                         | Da der Herr Christ zu Tische saß | BWV 285                                      |                                      | 1999 | 092.079.000 |
| 79     | 15                                         | Gächinger Kantorei Stuttgart (Chor) • Bach-Collegium Stuttgart (Orchester) • Helmuth Rilling (Dirigent) | BWV 285                                      |                                      | 1999 | 092.079.000 |
| 79     | 16                                         | Jesu, deine Liebeswunden | BWV 471; Wiem 08                             |                                      | 1999 | 092.079.000 |
| 79     | 16                                         | Gächinger Kantorei Stuttgart (Chor) • Bach-Collegium Stuttgart (Orchester) • Helmuth Rilling (Dirigent) | BWV 471; Wiem 08                             |                                      | 1999 | 092.079.000 |
| 79     | 17                                         | Herr Jesu Christ, du hast bereit' | BWV 333                                      |                                      | 1999 | 092.079.000 |
| 79     | 17                                         | Gächinger Kantorei Stuttgart (Chor) • Bach-Collegium Stuttgart (Orchester) • Helmuth Rilling (Dirigent) | BWV 333                                      |                                      | 1999 | 092.079.000 |
| 79     | 18                                         | Christus, der uns selig macht | BWV 620,1; BWV 283                           |                                      | 1999 | 092.079.000 |
| 79     | 18                                         | Gächinger Kantorei Stuttgart (Chor) • Bach-Collegium Stuttgart (Orchester) • Helmuth Rilling (Dirigent) | BWV 620,1; BWV 283                           |                                      | 1999 | 092.079.000 |
| 79     | 19                                         | Mein Jesu! was vor Seelenweh | BWV 487; Wiem 11                             |                                      | 1999 | 092.079.000 |
| 79     | 19                                         | Gächinger Kantorei Stuttgart (Chor) • Bach-Collegium Stuttgart (Orchester) • Helmuth Rilling (Dirigent) | BWV 487; Wiem 11                             |                                      | 1999 | 092.079.000 |
| 79     | 20                                         | Heut ist, o Mensch, ein großer Trauertag | BWV 341                                      |                                      | 1999 | 092.079.000 |
| 79     | 20                                         | Gächinger Kantorei Stuttgart (Chor) • Bach-Collegium Stuttgart (Orchester) • Helmuth Rilling (Dirigent) | BWV 341                                      |                                      | 1999 | 092.079.000 |
| 79     | 21                                         | Schaut, ihr Sünder | BWV 408                                      |                                      | 1999 | 092.079.000 |
| 79     | 21                                         | Gächinger Kantorei Stuttgart (Chor) • Bach-Collegium Stuttgart (Orchester) • Helmuth Rilling (Dirigent) | BWV 408                                      |                                      | 1999 | 092.079.000 |
| 79     | 22                                         | Es ist vollbracht! Vergiß ja nicht dies Wort | BWV 458                                      |                                      | 1999 | 092.079.000 |
| 79     | 22                                         | Gächinger Kantorei Stuttgart (Chor) • Bach-Collegium Stuttgart (Orchester) • Helmuth Rilling (Dirigent) | BWV 458                                      |                                      | 1999 | 092.079.000 |
| 79     | 23                                         | Brich entzwei, mein armes Herze | BWV 444                                      |                                      | 1999 | 092.079.000 |
| 79     | 23                                         | Gächinger Kantorei Stuttgart (Chor) • Bach-Collegium Stuttgart (Orchester) • Helmuth Rilling (Dirigent) | BWV 444                                      |                                      | 1999 | 092.079.000 |
| 79     | 24                                         | So gibst du nun, mein Jesu, gute Nacht | BWV 501; BWV 412                             |                                      | 1999 | 092.079.000 |
| 79     | 24                                         | Gächinger Kantorei Stuttgart (Chor) • Bach-Collegium Stuttgart (Orchester) • Helmuth Rilling (Dirigent) | BWV 501; BWV 412                             |                                      | 1999 | 092.079.000 |
| 79     | 25                                         | Sei gegrüßet, Jesu gütig | BWV 768; BWV 499; BWV 410                    |                                      | 1999 | 092.079.000 |
| 79     | 25                                         | Gächinger Kantorei Stuttgart (Chor) • Bach-Collegium Stuttgart (Orchester) • Helmuth Rilling (Dirigent) | BWV 768; BWV 499; BWV 410                    |                                      | 1999 | 092.079.000 |
| 79     | 26                                         | Selig! wer an Jesum denkt | BWV 498                                      |                                      | 1999 | 092.079.000 |
| 79     | 26                                         | Gächinger Kantorei Stuttgart (Chor) • Bach-Collegium Stuttgart (Orchester) • Helmuth Rilling (Dirigent) | BWV 498                                      |                                      | 1999 | 092.079.000 |
| 79     | 27                                         | O hilf, Christe, Gottes Sohn | BWV 1084                                     |                                      | 1999 | 092.079.000 |
| 79     | 27                                         | Gächinger Kantorei Stuttgart (Chor) • Bach-Collegium Stuttgart (Orchester) • Helmuth Rilling (Dirigent) | BWV 1084                                     |                                      | 1999 | 092.079.000 |
| 79     | 28                                         | Lasset uns mit Jesu ziehen | BWV 481; BWV 413                             |                                      | 1999 | 092.079.000 |
| 79     | 28                                         | Gächinger Kantorei Stuttgart (Chor) • Bach-Collegium Stuttgart (Orchester) • Helmuth Rilling (Dirigent) | BWV 481; BWV 413                             |                                      | 1999 | 092.079.000 |
| 79     | 29                                         | Ehre sei dir, Christe, der du leidest Not | BWV 1097                                     |                                      | 1999 | 092.079.000 |
| 79     | 29                                         | Gächinger Kantorei Stuttgart (Chor) • Bach-Collegium Stuttgart (Orchester) • Helmuth Rilling (Dirigent) | BWV 1097                                     |                                      | 1999 | 092.079.000 |
| 79     | 30                                         | Ach lieben Christen seid getrost | BWV 256                                      | Choräle der Markus-Passion (BWV 247) | 1999 | 092.079.000 |
| 79     | 30                                         | Gächinger Kantorei Stuttgart (Chor) • Bach-Collegium Stuttgart (Orchester) • Helmuth Rilling (Dirigent) | BWV 256                                      | Choräle der Markus-Passion (BWV 247) | 1999 | 092.079.000 |
| 79     | 31                                         | Da Jesus an dem Kreuze stund (In dich hab ich gehoffet, Herr) | BWV 1089                                     | Choräle der Markus-Passion (BWV 247) | 1999 | 092.079.000 |
| 79     | 31                                         | Gächinger Kantorei Stuttgart (Chor) • Bach-Collegium Stuttgart (Orchester) • Helmuth Rilling (Dirigent) | BWV 1089                                     | Choräle der Markus-Passion (BWV 247) | 1999 | 092.079.000 |
| 79     | 32                                         | O Welt, sieh hier dein Leben | BWV 393                                      | Choräle der Markus-Passion (BWV 247) | 1999 | 092.079.000 |
| 79     | 32                                         | Gächinger Kantorei Stuttgart (Chor) • Bach-Collegium Stuttgart (Orchester) • Helmuth Rilling (Dirigent) | BWV 393                                      | Choräle der Markus-Passion (BWV 247) | 1999 | 092.079.000 |
| 79     | 33                                         | O Ewigkeit, du Donnerwort | BWV 397                                      | Choräle der Markus-Passion (BWV 247) | 1999 | 092.079.000 |
| 79     | 33                                         | Gächinger Kantorei Stuttgart (Chor) • Bach-Collegium Stuttgart (Orchester) • Helmuth Rilling (Dirigent) | BWV 397                                      | Choräle der Markus-Passion (BWV 247) | 1999 | 092.079.000 |
| 79     | 34                                         | Wenn mein Stündlein vorhanden ist | BWV 430                                      | Choräle der Markus-Passion (BWV 247) | 1999 | 092.079.000 |
| 79     | 34                                         | Gächinger Kantorei Stuttgart (Chor) • Bach-Collegium Stuttgart (Orchester) • Helmuth Rilling (Dirigent) | BWV 430                                      | Choräle der Markus-Passion (BWV 247) | 1999 | 092.079.000 |
| 79     | 35                                         | Machs mit mir Gott nach deiner Güt | BWV 377                                      | Choräle der Markus-Passion (BWV 247) | 1999 | 092.079.000 |
| 79     | 35                                         | Gächinger Kantorei Stuttgart (Chor) • Bach-Collegium Stuttgart (Orchester) • Helmuth Rilling (Dirigent) | BWV 377                                      | Choräle der Markus-Passion (BWV 247) | 1999 | 092.079.000 |
| 79     | 36                                         | Befiehl du deine Wege (O Haupt voll Blut und Wunden) | BWV 270                                      | Choräle der Markus-Passion (BWV 247) | 1999 | 092.079.000 |
| 79     | 36                                         | Gächinger Kantorei Stuttgart (Chor) • Bach-Collegium Stuttgart (Orchester) • Helmuth Rilling (Dirigent) | BWV 270                                      | Choräle der Markus-Passion (BWV 247) | 1999 | 092.079.000 |
| 79     | 37                                         | Wär Gott nicht mit uns diese Zeit | BWV 257                                      | Choräle der Markus-Passion (BWV 247) | 1999 | 092.079.000 |
| 79     | 37                                         | Gächinger Kantorei Stuttgart (Chor) • Bach-Collegium Stuttgart (Orchester) • Helmuth Rilling (Dirigent) | BWV 257                                      | Choräle der Markus-Passion (BWV 247) | 1999 | 092.079.000 |
| 79     | 38                                         | Befiehl du deine Wege (O Haupt voll Blut und Wunden) | BWV 271                                      | Choräle der Markus-Passion (BWV 247) | 1999 | 092.079.000 |
| 79     | 38                                         | Gächinger Kantorei Stuttgart (Chor) • Bach-Collegium Stuttgart (Orchester) • Helmuth Rilling (Dirigent) | BWV 271                                      | Choräle der Markus-Passion (BWV 247) | 1999 | 092.079.000 |
| 79     | 39                                         | Befiehl du deine Wege | BWV 272                                      | Choräle der Markus-Passion (BWV 247) | 1999 | 092.079.000 |
| 79     | 39                                         | Gächinger Kantorei Stuttgart (Chor) • Bach-Collegium Stuttgart (Orchester) • Helmuth Rilling (Dirigent) | BWV 272                                      | Choräle der Markus-Passion (BWV 247) | 1999 | 092.079.000 |
| 79     | 40                                         | Herr, ich habe mißgehandelt | BWV 330                                      | Choräle der Markus-Passion (BWV 247) | 1999 | 092.079.000 |
| 79     | 40                                         | Gächinger Kantorei Stuttgart (Chor) • Bach-Collegium Stuttgart (Orchester) • Helmuth Rilling (Dirigent) | BWV 330                                      | Choräle der Markus-Passion (BWV 247) | 1999 | 092.079.000 |
| 79     | 41                                         | Jesu, meines Lebens Leben | BWV 354                                      | Choräle der Markus-Passion (BWV 247) | 1999 | 092.079.000 |
| 79     | 41                                         | Gächinger Kantorei Stuttgart (Chor) • Bach-Collegium Stuttgart (Orchester) • Helmuth Rilling (Dirigent) | BWV 354                                      | Choräle der Markus-Passion (BWV 247) | 1999 | 092.079.000 |
| 79     | 42                                         | Ein feste Burg ist unser Gott | BWV 302                                      | Choräle der Markus-Passion (BWV 247) | 1999 | 092.079.000 |
| 79     | 42                                         | Gächinger Kantorei Stuttgart (Chor) • Bach-Collegium Stuttgart (Orchester) • Helmuth Rilling (Dirigent) | BWV 302                                      | Choräle der Markus-Passion (BWV 247) | 1999 | 092.079.000 |
| 79     | 43                                         | Keinen hat Gott verlassen | BWV 369                                      | Choräle der Markus-Passion (BWV 247) | 1999 | 092.079.000 |
| 79     | 43                                         | Gächinger Kantorei Stuttgart (Chor) • Bach-Collegium Stuttgart (Orchester) • Helmuth Rilling (Dirigent) | BWV 369                                      | Choräle der Markus-Passion (BWV 247) | 1999 | 092.079.000 |
| 79     | 44                                         | O Traurigkeit, o Herzeleid | BWV 404                                      | Choräle der Markus-Passion (BWV 247) | 1999 | 092.079.000 |
| 79     | 44                                         | Gächinger Kantorei Stuttgart (Chor) • Bach-Collegium Stuttgart (Orchester) • Helmuth Rilling (Dirigent) | BWV 404                                      | Choräle der Markus-Passion (BWV 247) | 1999 | 092.079.000 |
| 80     | Ostern, Himmelfahrt, Pfingsten, Trinitatis | Ostern, Himmelfahrt, Pfingsten, Trinitatis | BWV 627; BWV 276                             |                                      | 1999 | 092.080.000 |
| 80     | 1                                          | Christ ist erstanden | BWV 627; BWV 276                             |                                      | 1999 | 092.080.000 |
| 80     | 1                                          | Gerhard Gnann (Orgel) • Sibylla Rubens (Sopran) • Ingeborg Danz (Alt) • James Taylor (Tenor) • Andreas Schmidt (Bass) • Gächinger Kantorei Stuttgart (Chor) • Bach-Collegium Stuttgart (Orchester) • Helmuth Rilling (Dirigent) | BWV 627; BWV 276                             |                                      | 1999 | 092.080.000 |
| 80     | 2                                          | Christus ist erstanden, hat überwunden | BWV 284                                      |                                      | 1999 | 092.080.000 |
| 80     | 2                                          | Gächinger Kantorei Stuttgart (Chor) • Bach-Collegium Stuttgart (Orchester) • Helmuth Rilling (Dirigent) | BWV 284                                      |                                      | 1999 | 092.080.000 |
| 80     | 3                                          | Erstanden ist der heilge Christ | BWV 306; BWV 628                             |                                      | 1999 | 092.080.000 |
| 80     | 3                                          | Gächinger Kantorei Stuttgart (Chor) • Bach-Collegium Stuttgart (Orchester) • Helmuth Rilling (Dirigent) | BWV 306; BWV 628                             |                                      | 1999 | 092.080.000 |
| 80     | 4                                          | Auf, auf! mein Herz mit Freuden | BWV 441                                      |                                      | 1999 | 092.080.000 |
| 80     | 4                                          | Gächinger Kantorei Stuttgart (Chor) • Bach-Collegium Stuttgart (Orchester) • Helmuth Rilling (Dirigent) | BWV 441                                      |                                      | 1999 | 092.080.000 |
| 80     | 5                                          | Heut triumphieret Gottes Sohn | BWV 630,1                                    |                                      | 1999 | 092.080.000 |
| 80     | 5                                          | Gächinger Kantorei Stuttgart (Chor) • Bach-Collegium Stuttgart (Orchester) • Helmuth Rilling (Dirigent) | BWV 630,1                                    |                                      | 1999 | 092.080.000 |
| 80     | 6                                          | Kommt wieder aus der finstern Gruft | BWV 480; Wiem 10                             |                                      | 1999 | 092.080.000 |
| 80     | 6                                          | Gächinger Kantorei Stuttgart (Chor) • Bach-Collegium Stuttgart (Orchester) • Helmuth Rilling (Dirigent) | BWV 480; Wiem 10                             |                                      | 1999 | 092.080.000 |
| 80     | 7                                          | Heut triumphieret Gottes Sohn | BWV 342                                      |                                      | 1999 | 092.080.000 |
| 80     | 7                                          | Gächinger Kantorei Stuttgart (Chor) • Bach-Collegium Stuttgart (Orchester) • Helmuth Rilling (Dirigent) | BWV 342                                      |                                      | 1999 | 092.080.000 |
| 80     | 8                                          | Jesus, meine Zuversicht | BWV 728; BWV 365                             |                                      | 1999 | 092.080.000 |
| 80     | 8                                          | Gächinger Kantorei Stuttgart (Chor) • Bach-Collegium Stuttgart (Orchester) • Helmuth Rilling (Dirigent) | BWV 728; BWV 365                             |                                      | 1999 | 092.080.000 |
| 80     | 9                                          | Jesus, unser Trost und Leben | BWV 475                                      |                                      | 1999 | 092.080.000 |
| 80     | 9                                          | Gächinger Kantorei Stuttgart (Chor) • Bach-Collegium Stuttgart (Orchester) • Helmuth Rilling (Dirigent) | BWV 475                                      |                                      | 1999 | 092.080.000 |
| 80     | 10                                         | Jesus Christus, unser Heiland, der den Tod überwand | BWV 364; BWV 626                             |                                      | 1999 | 092.080.000 |
| 80     | 10                                         | Gächinger Kantorei Stuttgart (Chor) • Bach-Collegium Stuttgart (Orchester) • Helmuth Rilling (Dirigent) | BWV 364; BWV 626                             |                                      | 1999 | 092.080.000 |
| 80     | 11                                         | Christ lag in Todesbanden | BWV 277; BWV 278; BWV 718                    |                                      | 1999 | 092.080.000 |
| 80     | 11                                         | Gächinger Kantorei Stuttgart (Chor) • Bach-Collegium Stuttgart (Orchester) • Helmuth Rilling (Dirigent) | BWV 277; BWV 278; BWV 718                    |                                      | 1999 | 092.080.000 |
| 80     | 12                                         | Als vierzig Tag nach Ostern war | BWV 266                                      |                                      | 1999 | 092.080.000 |
| 80     | 12                                         | Gächinger Kantorei Stuttgart (Chor) • Bach-Collegium Stuttgart (Orchester) • Helmuth Rilling (Dirigent) | BWV 266                                      |                                      | 1999 | 092.080.000 |
| 80     | 13                                         | Valet will ich dir geben | BWV 736; BWV 415                             |                                      | 1999 | 092.080.000 |
| 80     | 13                                         | Gächinger Kantorei Stuttgart (Chor) • Bach-Collegium Stuttgart (Orchester) • Helmuth Rilling (Dirigent) | BWV 736; BWV 415                             |                                      | 1999 | 092.080.000 |
| 80     | 14                                         | Liebes Herz, bedenke doch | BWV 482                                      |                                      | 1999 | 092.080.000 |
| 80     | 14                                         | Gächinger Kantorei Stuttgart (Chor) • Bach-Collegium Stuttgart (Orchester) • Helmuth Rilling (Dirigent) | BWV 482                                      |                                      | 1999 | 092.080.000 |
| 80     | 15                                         | Nun freut euch, Gottes Kinder all | BWV 387                                      |                                      | 1999 | 092.080.000 |
| 80     | 15                                         | Gächinger Kantorei Stuttgart (Chor) • Bach-Collegium Stuttgart (Orchester) • Helmuth Rilling (Dirigent) | BWV 387                                      |                                      | 1999 | 092.080.000 |
| 80     | 16                                         | Nun freut euch, lieben Christen gemein | BWV 388                                      |                                      | 1999 | 092.080.000 |
| 80     | 16                                         | Gächinger Kantorei Stuttgart (Chor) • Bach-Collegium Stuttgart (Orchester) • Helmuth Rilling (Dirigent) | BWV 388                                      |                                      | 1999 | 092.080.000 |
| 80     | 17                                         | Komm, Gott Schöpfer, Heiliger Geist | BWV 667,1                                    |                                      | 1999 | 092.080.000 |
| 80     | 17                                         | Gächinger Kantorei Stuttgart (Chor) • Bach-Collegium Stuttgart (Orchester) • Helmuth Rilling (Dirigent) | BWV 667,1                                    |                                      | 1999 | 092.080.000 |
| 80     | 18                                         | Kommt, Seelen, dieser Tag | BWV 479; Wiem 09                             |                                      | 1999 | 092.080.000 |
| 80     | 18                                         | Gächinger Kantorei Stuttgart (Chor) • Bach-Collegium Stuttgart (Orchester) • Helmuth Rilling (Dirigent) | BWV 479; Wiem 09                             |                                      | 1999 | 092.080.000 |
| 80     | 19                                         | Komm, Gott Schöpfer Heiliger Geist | BWV 370; BWV 631,1                           |                                      | 1999 | 092.080.000 |
| 80     | 19                                         | Gächinger Kantorei Stuttgart (Chor) • Bach-Collegium Stuttgart (Orchester) • Helmuth Rilling (Dirigent) | BWV 370; BWV 631,1                           |                                      | 1999 | 092.080.000 |
| 80     | 20                                         | Brunnquell aller Güter | BWV 445; Wiem 04                             |                                      | 1999 | 092.080.000 |
| 80     | 20                                         | Gächinger Kantorei Stuttgart (Chor) • Bach-Collegium Stuttgart (Orchester) • Helmuth Rilling (Dirigent) | BWV 445; Wiem 04                             |                                      | 1999 | 092.080.000 |
| 80     | 21                                         | Gott, wie groß ist deine Güte | BWV 462                                      |                                      | 1999 | 092.080.000 |
| 80     | 21                                         | Gächinger Kantorei Stuttgart (Chor) • Bach-Collegium Stuttgart (Orchester) • Helmuth Rilling (Dirigent) | BWV 462                                      |                                      | 1999 | 092.080.000 |
| 80     | 22                                         | Des Heilgen Geistes reiche Gnad | BWV 295                                      |                                      | 1999 | 092.080.000 |
| 80     | 22                                         | Gächinger Kantorei Stuttgart (Chor) • Bach-Collegium Stuttgart (Orchester) • Helmuth Rilling (Dirigent) | BWV 295                                      |                                      | 1999 | 092.080.000 |
| 80     | 23                                         | Dir, dir, Jehova, will ich singen | BWV 452                                      |                                      | 1999 | 092.080.000 |
| 80     | 23                                         | Gächinger Kantorei Stuttgart (Chor) • Bach-Collegium Stuttgart (Orchester) • Helmuth Rilling (Dirigent) | BWV 452                                      |                                      | 1999 | 092.080.000 |
| 80     | 24                                         | Nun bitten wir den heiligen Geist | BWV 385                                      |                                      | 1999 | 092.080.000 |
| 80     | 24                                         | Gächinger Kantorei Stuttgart (Chor) • Bach-Collegium Stuttgart (Orchester) • Helmuth Rilling (Dirigent) | BWV 385                                      |                                      | 1999 | 092.080.000 |
| 80     | 25                                         | Komm, heiliger Geist | BWV 652,1                                    |                                      | 1999 | 092.080.000 |
| 80     | 25                                         | Gächinger Kantorei Stuttgart (Chor) • Bach-Collegium Stuttgart (Orchester) • Helmuth Rilling (Dirigent) | BWV 652,1                                    |                                      | 1999 | 092.080.000 |
| 80     | 26                                         | Der du bist drei in Einigkeit | BWV 293                                      |                                      | 1999 | 092.080.000 |
| 80     | 26                                         | Gächinger Kantorei Stuttgart (Chor) • Bach-Collegium Stuttgart (Orchester) • Helmuth Rilling (Dirigent) | BWV 293                                      |                                      | 1999 | 092.080.000 |
| 80     | 27                                         | Gott, der Vater, wohn uns bei | BWV 317                                      |                                      | 1999 | 092.080.000 |
| 80     | 27                                         | Gächinger Kantorei Stuttgart (Chor) • Bach-Collegium Stuttgart (Orchester) • Helmuth Rilling (Dirigent) | BWV 317                                      |                                      | 1999 | 092.080.000 |
| 80     | 28                                         | Allein Gott in der Höh sei Ehr (Fuga super) | BWV 716                                      |                                      | 1999 | 092.080.000 |
| 80     | 28                                         | Gächinger Kantorei Stuttgart (Chor) • Bach-Collegium Stuttgart (Orchester) • Helmuth Rilling (Dirigent) | BWV 716                                      |                                      | 1999 | 092.080.000 |

Sampler

| CD-Nr. | Titel | Interpreten | Jahr | Anmerkungen |
| ------ | --- | ----------- | ---- | --- |
| 92.900 | Das einzigartige Gesamtwerk von Johann Sebastian Bach auf 170 CDs Edition Bachakademie • Die Jahrtausend-Edition                                                             | Various     | 1999 | Anmerkung auf Front-Cover: „Neuer Sampler!“ |
|        | |             |      | |
| 92.950 | Einführung in das einzigartige Gesamtwerk von Johann Sebastian Bach 172 CDs – Edition Bachakademie                                                                           | Various     | 2000 | Auszüge aus BWV 205, BWV 822, BWV 1007, BWV 532, 1, BWV 1044, BWV 269, BWV 494, BWV 1115, BWV 340, BWV 810, BWV 19, BWV 825, BWV 1079, BWV 619, BWV 632, BWV 638, BWV 788, BWV 789, BWV 518, BWV 921 und BWV 232 |
| 92.950 | [1] Eingangschor aus „Der zufriedengestellte Äolus“ (BWV 205) • [2] Ouvertüre g-Moll (BWV 822): Ouvertüre – Gavotte en Rondeau • [3] Suite G-Dur (BWV 1007): Menuett – Gigue | Various     | 2000 | Auszüge aus BWV 205, BWV 822, BWV 1007, BWV 532, 1, BWV 1044, BWV 269, BWV 494, BWV 1115, BWV 340, BWV 810, BWV 19, BWV 825, BWV 1079, BWV 619, BWV 632, BWV 638, BWV 788, BWV 789, BWV 518, BWV 921 und BWV 232 |